# Pétrole
« Or noir » redirige ici. Pour les autres significations, voir Or noir (homonymie).

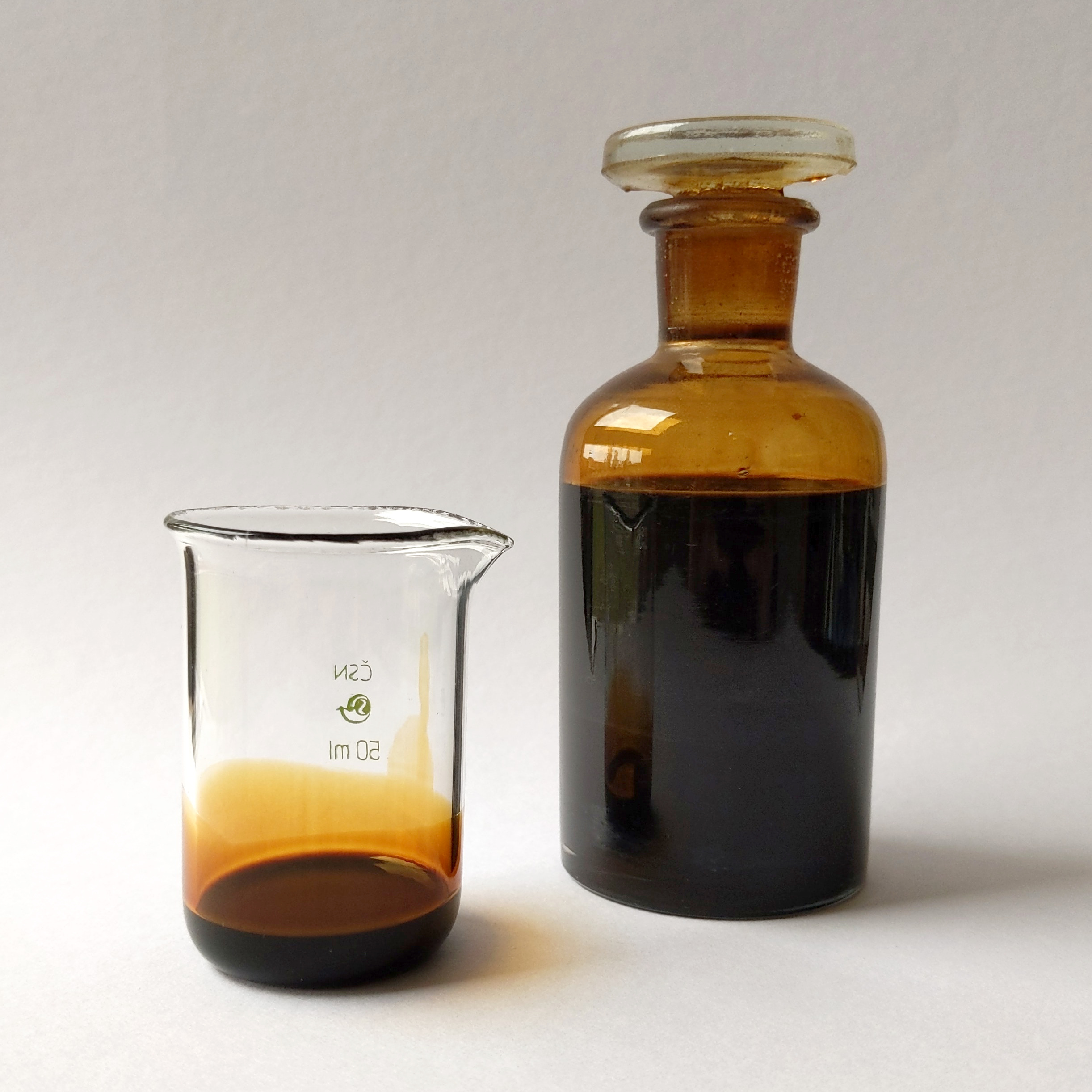
Pétrole brut

Le pétrole est un liquide naturel d’origine fossile composé d'une multitude de composés organiques, essentiellement des hydrocarbures, piégée dans des formations géologiques particulières. Il permet, une fois raffiné, de produire divers carburants, comme l'essence ou les diesels, des gaz, butanes et propanes et divers combustibles. Il est classé dans les ressources énergétiques fossiles.
Le pétrole, (en latin petroleum, du grec petra, « roche », et du latin oleum, « huile ») dit aussi naphte dans l'Antiquité, est, dans son gisement, fréquemment associé à des fractions légères qui se séparent spontanément du liquide à la pression atmosphérique, ainsi que diverses impuretés comme le dioxyde de carbone, le sulfure d'hydrogène, l'eau de formation et des traces métalliques.
L'exploitation de cette source d'énergie fossile et d'hydrocarbures est l’un des piliers des économies industrielles, car le pétrole fournit la quasi-totalité des carburants liquides — fioul, gazole, kérosène, essence, GPL — tandis que le naphta produit par le raffinage est à la base de la pétrochimie, dont sont issus un très grand nombre de matériaux usuels — plastiques, textiles synthétiques, caoutchoucs synthétiques (élastomères), détergents, adhésifs, engrais, cosmétiques, etc. — et que les fractions les plus lourdes conduisent aux bitumes, paraffines et lubrifiants.

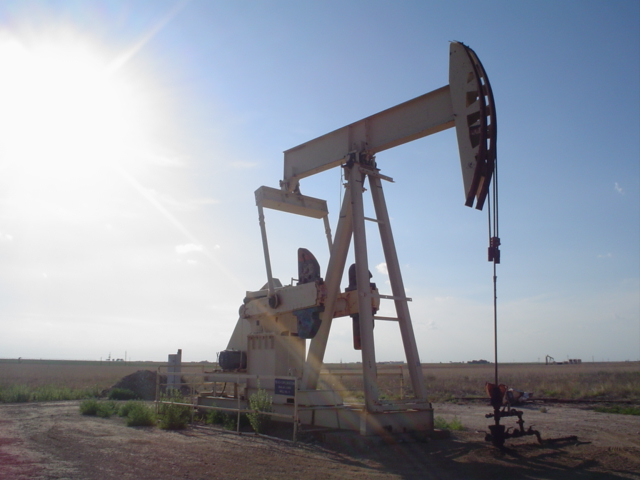
Chevalet de pompage à Lubbock, Texas, aux États-Unis.

Représentant 30,2 % de l'énergie primaire consommée en 2022, le pétrole est la source d'énergie la plus utilisée dans le monde devant le charbon (27,6 %) et le gaz naturel (23,1 %), mais sa part a fortement reculé : elle atteignait 37,2 % en 1990.
L'exploitation pétrolière a des conséquences négatives importantes sur le plan environnemental et social. L'extraction, le raffinage et la combustion des carburants pétroliers libèrent de grandes quantités de gaz à effet de serre, ce qui fait du pétrole l'un des principaux responsables du changement climatique. L'Agence internationale de l'énergie évalue les émissions mondiales de gaz à effet de serre dues à la combustion du pétrole à 11 436 Mt (millions de tonnes) d'équivalent CO2 en 2022, en progression de 32,2 % depuis 1990, mais en baisse de 1,7 % depuis leur pic atteint en 2019 ; ces émissions représentent 32,7 % des émissions dues à la combustion en 2022, contre 43,7 % pour le charbon et 21,3 % pour le gaz naturel ; leur part atteignait 40,5 % en 1990. L'exploitation du pétrole dans son ensemble a des conséquences sociales directes, telle que guerres ou des actions politiques, marées noires, pollution des sites d'exploitation, etc. ; et indirectes : migrations liées au changement climatique, déclin de la biodiversité, etc. Ses produits dérivés sont également source de pollution.

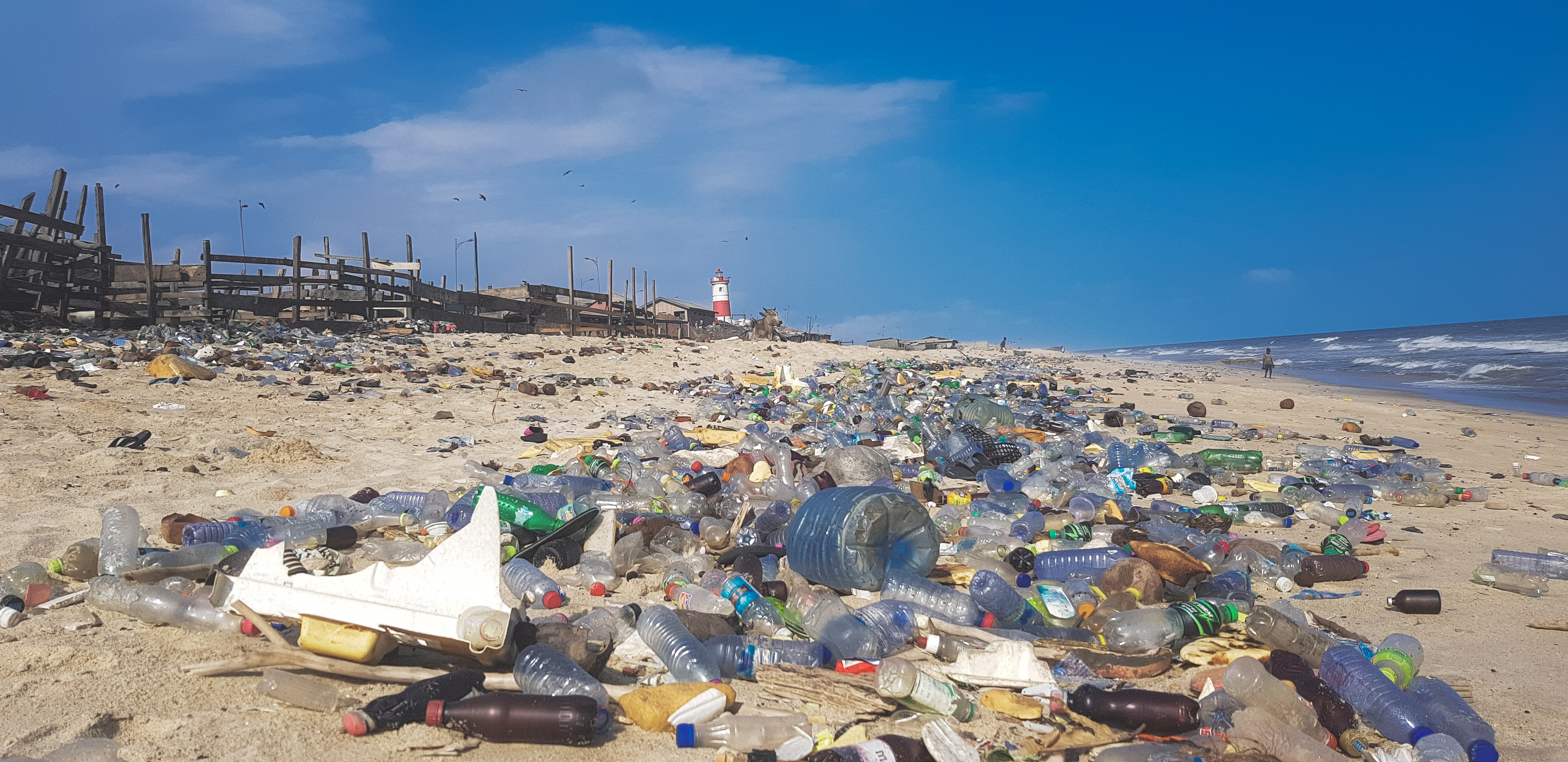
Pollution de plastiques sur une plage.

Les réserves mondiales prouvées de pétrole atteignaient 253,6 Gt (milliards de tonnes) en 2022, selon BGR (Agence fédérale allemande pour les sciences de la Terre et les matières premières), en progression de 17 % par rapport à 2010. Elles représentaient 57 années de production au rythme de 2022, soit 4,41 Gt. Les pays de l'OPEP détiennent 70,1 % des réserves mondiales.
La production mondiale de pétrole en 2024 est estimée par l'Energy Institute à 4 543 Mt, en progression de 7,6 % en dix ans, dont 34 % produits par les pays membres de l'OPEP ; les trois principaux producteurs totalisaient 41,7 % de la production mondiale : États-Unis (18,9 %), Russie (11,6 %) et Arabie saoudite (11,2 %). Les principaux importateurs de pétrole sont la Chine, l'Europe, l'Inde et le Japon ; les principaux exportateurs sont l'Arabie saoudite, la Russie, l'Irak, le Canada et les Émirats arabes unis.

## Étymologie
Le substantif masculin,,,, pétrole est un emprunt, au latin médiéval petroleum, proprement « huile de pierre », composé de petra et oleum, respectivement « pierre » et « huile » en latin classique.

## Types et qualité du pétrole
Chaque gisement pétrolier recèle une qualité particulière de pétrole, déterminée par la proportion relative en molécules lourdes et légères, mais aussi par la quantité d'impuretés. L'industrie pétrolière caractérise la qualité d'un pétrole à l'aide de sa densité API (en °API), correspondant à sa « légèreté » : un pétrole brut de moins de 10 °API est plus dense que l'eau et correspond à un bitume, tandis qu'une huile de plus de 31,1 °API correspond à un brut léger. Les pétroles compris entre 10 et 45 °API étaient dits conventionnels, tandis qu'en dehors de cet intervalle les pétroles étaient dits non conventionnels ; cette définition est néanmoins évolutive car les technologies actuelles permettent de traiter par des procédés standards des pétroles jusqu'alors considérés comme exotiques ; les condensats, situés au-delà des 45 °API, en sont une bonne illustration.

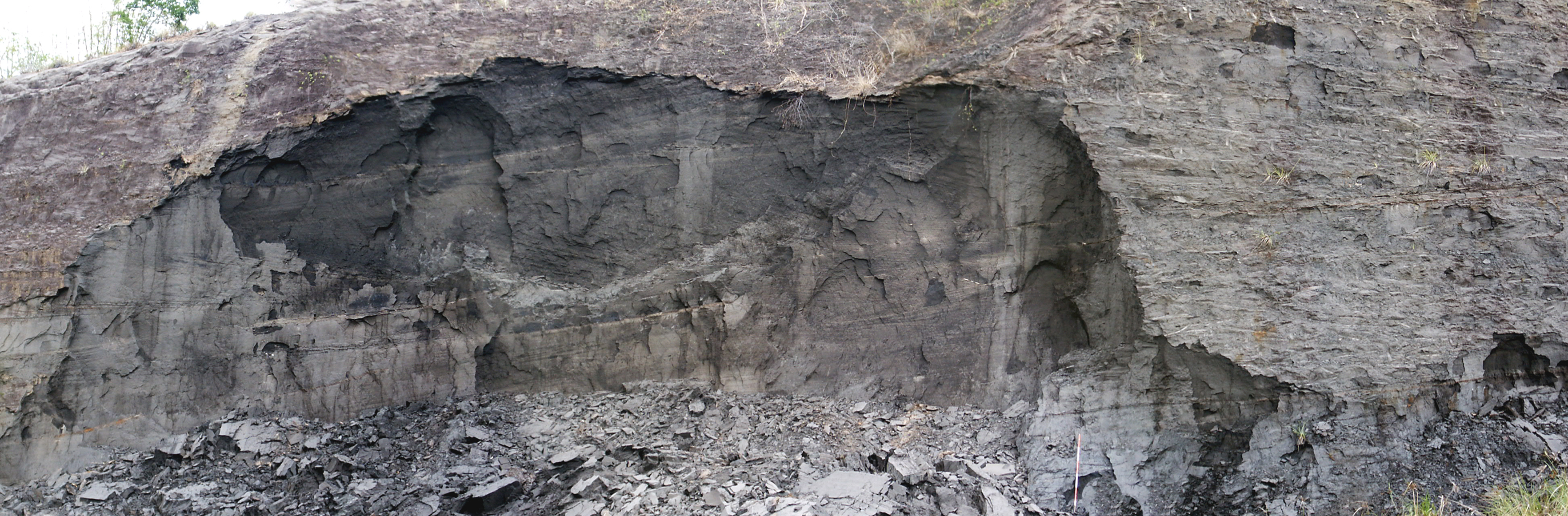
Affleurement de sable bitumineux à Trinité-et-Tobago.

Les diverses catégories de pétrole non conventionnel constituent aujourd'hui un axe majeur du développement de l'industrie pétrolière. Une de ces catégories est le pétrole brut de synthèse issu du schiste bitumineux et des sables bitumineux.
L'Agence fédérale allemande pour les sciences de la Terre et les matières premières (BGR) estime les réserves de sables bitumineux fin 2022 à 67,1 Gt (milliards de tonnes), dont 41,9 Gt au Venezuela et 25,2 Gt au Canada). L'intégration du pétrole de schiste a fortement augmenté les réserves des États-Unis, dont elles représentent 38 % 3,3 Gt en 2022. Les réserves de sables bitumineux de l'Athabasca, dans la province de l'Alberta au Canada, dépassent de loin les réserves de brut conventionnel canadien, estimées à 0,64 Gt ; mais sur les 161,4 Mds bl de réserves de sables bitumineux canadiens, seulement 18,9 Mds bl étaient en exploitation en 2020.
Si les quantités sont impressionnantes, la rentabilité économique de l'exploitation de ces gisements est sensiblement inférieure à celle des gisements de brut conventionnel du Moyen-Orient, avec des coûts d'exploitation de 10 à 14 CAD par baril contre quelques USD par baril en Arabie saoudite. Mais les coûts complets de production, y compris investissements, sont beaucoup plus élevés, entre 40 et 80 Dollars canadiens par baril. Les chiffres sont assez variables à ce sujet, tout en restant nettement plus élevés que ceux des productions traditionnelles. En 2011, le cours du baril à proximité de 100 USD rendait toutes ces opérations très rentables, ce qui n'est plus le cas en 2015 avec l'effondrement des cours du pétrole à 50 USD par baril, et encore moins début 2020 avec la chute de 45 % à environ 25 USD le baril.
Par ailleurs, l'exploitation (production et raffinage primaire) des sables bitumineux est fortement polluante (air, eau, terre) et est de ce fait fortement contestée tant au niveau de la production que des échanges.
D'autres variétés de pétrole non conventionnelles sont également envisagées, telles que le charbon liquéfié, l'essence synthétique et les pétroles issus de la biomasse.

## Géologie
Le pétrole, tout comme le charbon, s'est formé par la décomposition de résidus d'organismes vivants qui se sont transformés en pétrole par des processus chimiques (pyrolyse) sur des millions d'années. Des scientifiques ont réussi à produire du pétrole à l'aide de certains types d'algues, sur des périodes bien plus courtes.

### Formation
Le pétrole est un produit de l'histoire géologique d’une région, particulièrement de la succession de trois conditions : l'accumulation de matière organique, provenant de la décomposition d'organismes marins (principalement de plancton) accumulés dans des bassins sédimentaires, au fond des océans, des lacs et des deltas ; sa maturation en hydrocarbures ; son emprisonnement.
De grandes quantités de pétrole se sont ainsi formées il y a 20 à 350 millions d’années. Ensuite, le gisement de pétrole peut être entraîné dans la tectonique des plaques, être enfoui plus profondément et se pyrolyser à nouveau, donnant un gisement de gaz naturel - on parle alors de « gaz thermogénique secondaire », par opposition au « gaz thermogénique primaire » formé directement par pyrolyse du kérogène. Le gisement peut également fuir, et le pétrole migrer à nouveau, vers la surface ou un autre piège.
Il faut ainsi un concours de circonstances favorables pour que se forme un gisement de pétrole (ou de gaz), ce qui explique d’une part que seule une infime partie de la matière organique formée au cours des ères géologiques ait été transformée en énergie fossile et, d’autre part, que ces précieuses ressources soient réparties de manière très disparate dans le monde.

#### Accumulation de matière organique
En règle générale, la biosphère recycle la quasi-totalité des sous-produits et débris. Cependant, une petite minorité de la matière « morte » sédimente, c’est-à-dire qu’elle s'accumule par gravité et est enfouie au sein de la matière minérale, et dès lors coupée de la biosphère. Ce phénomène concerne des environnements particuliers[réf. nécessaire], tels que les endroits confinés (milieux paraliques : lagunes, deltas…), surtout en milieu tropical et lors de périodes de réchauffement climatique intense (comme le silurien, le jurassique et le crétacé), où le volume de débris organiques excède la capacité de « recyclage » de l’écosystème local. C’est durant ces périodes que ces sédiments riches en matières organiques (surtout des lipides) s’accumulent.

#### Maturation de la matière organique
Au fur et à mesure que des couches de sédiments se déposent au-dessus de cette strate riche en matières organiques, la « roche-mère » ou « roche-source », croît en température et en pression. Dans ces conditions, avec certaines bactéries anaérobies, la matière organique se transforme en kérogène, un « extrait sec » disséminé dans la roche sous forme de petits grumeaux. Si la température devient suffisante (le seuil est à au moins 50 °C, généralement plus selon la nature de la roche et du kérogène), et si le milieu est réducteur, le kérogène sera pyrolysé, extrêmement lentement.
Le kérogène produit du pétrole et/ou du « gaz naturel », qui sont des matières plus riches en hydrogène, selon sa composition et les conditions d’enfouissement. Si la pression devient suffisante, ces fluides s’échappent, ce qu’on appelle la migration primaire. En général, la roche source a plusieurs dizaines, voire centaines de millions d’années quand cette migration se produit. Le kérogène lui-même reste en place, appauvri en hydrogène.

#### Piégeage des hydrocarbures

Schéma d'un piège à pétrole anticlinal.

Quant aux hydrocarbures expulsés, plus légers que l’eau, ils s’échappent en règle générale jusqu’à la surface de la Terre où ils sont oxydés, ou bio dégradés (ce dernier cas donne des sables bitumineux), mais une minime quantité est piégée : elle se retrouve dans une roche réservoir, zone perméable (généralement du sable, des carbonates ou des dolomites) d'où il ne peut s’échapper à cause d’une roche couverture couche imperméable (composée d’argile, de schiste et d'évaporites), la « roche piège » formant une structure-piège.
Il existe plusieurs types de pièges. Les plus grands gisements sont en général logés dans des pièges anticlinaux. On trouve aussi des pièges sur faille ou mixtes anticlinal-faille, des pièges formés par la traversée des couches par un dôme salin, ou encore créés par un récif corallien fossilisé.

#### Théorie du pétrole abiotique
La théorie du pétrole abiotique (aussi connue sous la dénomination anglaise de modern Russian-Ukrainian theory) fut essentiellement soutenue par les Soviétiques dans les années 1950 et 1960. Son principal promoteur, Nikolai Kudryavtsev, postulait la formation de pétrole dans le manteau terrestre à partir d'oxyde de fer II (FeO), de carbonate de calcium (CaCO3) et d'eau. Il indiquait également que cette réaction devait théoriquement se produire si la pression est supérieure à 30 kbar (correspondant aux conditions qui règnent naturellement à une profondeur supérieure à 100 km dans le manteau terrestre).
Rendue obsolète au fur et à mesure que la compréhension des phénomènes géologiques et thermodynamiques en jeu progressaient, la théorie du pétrole abiotique reste marginale au sein de la communauté scientifique. En pratique, elle n'a jamais pu être utilisée avec succès pour découvrir de nouveaux gisements.

### Classifications des pétroles
On distingue les pétroles en fonction de leur origine et donc de leur composition chimique. Le mélange d’hydrocarbures issu de ce long processus comprend des chaînes carbonées linéaires plus ou moins longues, ainsi que des chaînes carbonées cycliques naphténiques ou aromatiques.
Il est aussi possible de distinguer les différents types de pétrole selon leur densité, leur fluidité, leur teneur en soufre et autres impuretés (vanadium, mercure et sels) et leurs proportions en différentes classes d’hydrocarbures. Le pétrole est alors paraffinique, naphténique ou aromatique.
On classe aussi les pétroles selon leur provenance (golfe Persique, mer du Nord, Venezuela, Nigeria), car le pétrole issu de gisements voisins a souvent des propriétés proches.
Il existe des centaines de bruts de par le monde ; certains servent d'étalon pour établir le prix du pétrole d’une région donnée : les plus utilisés sont l'Arabian Light (brut de référence du Moyen-Orient), le Brent (brut de référence européen) et le West Texas Intermediate (WTI, brut de référence américain). À un moindre niveau, les pétroles produits dans les provinces de l'ouest du Canada, en particulier de l'Alberta, ont un indice de prix moyen dit 'WCS' pour Western Canadian Select. L'Organisation des pays exportateurs de pétrole (OPEP, ou OPEC en anglais) publie un indice de référence de prix moyen établi sur un panier de différents types de pétroles produits par ses membres, dit ORB (OPEC Reference Basket).
Selon sa provenance, le brut peut contenir du gaz dissous, de l’eau salée, du soufre et des produits sulfurés (thiols, mercaptans surtout). Il a une composition trop riche pour être décrite en détail. Il faut distinguer simplement trois catégories de brut :
- à prédominance paraffinique : les hydrocarbures linéaires sont les plus abondants ; ces bruts sont les plus recherchés car ils donnent directement une grande proportion de produits légers comme l'essence et le gazole ;
- à prédominance naphténique : avec beaucoup d'hydrocarbures à cycle saturé ;
- à prédominance aromatique : les hydrocarbures présentant un cycle carboné insaturé sont plus abondants.

De plus, il existe des bruts aptes à faire du bitume, ce sont des bruts très lourds de type Boscan, Tia Juana, Bachaquero ou Safaniyah. Les deux principaux critères pour classer les centaines de bruts différents qui existent sont la densité et la teneur en soufre, depuis le plus léger et le moins sulfureux (qui a la plus haute valeur commerciale) qui est du condensat, jusqu’au plus lourd et au plus sulfureux qui contient 90 % de bitume environ : c’est un brut d’Italie.

## Histoire

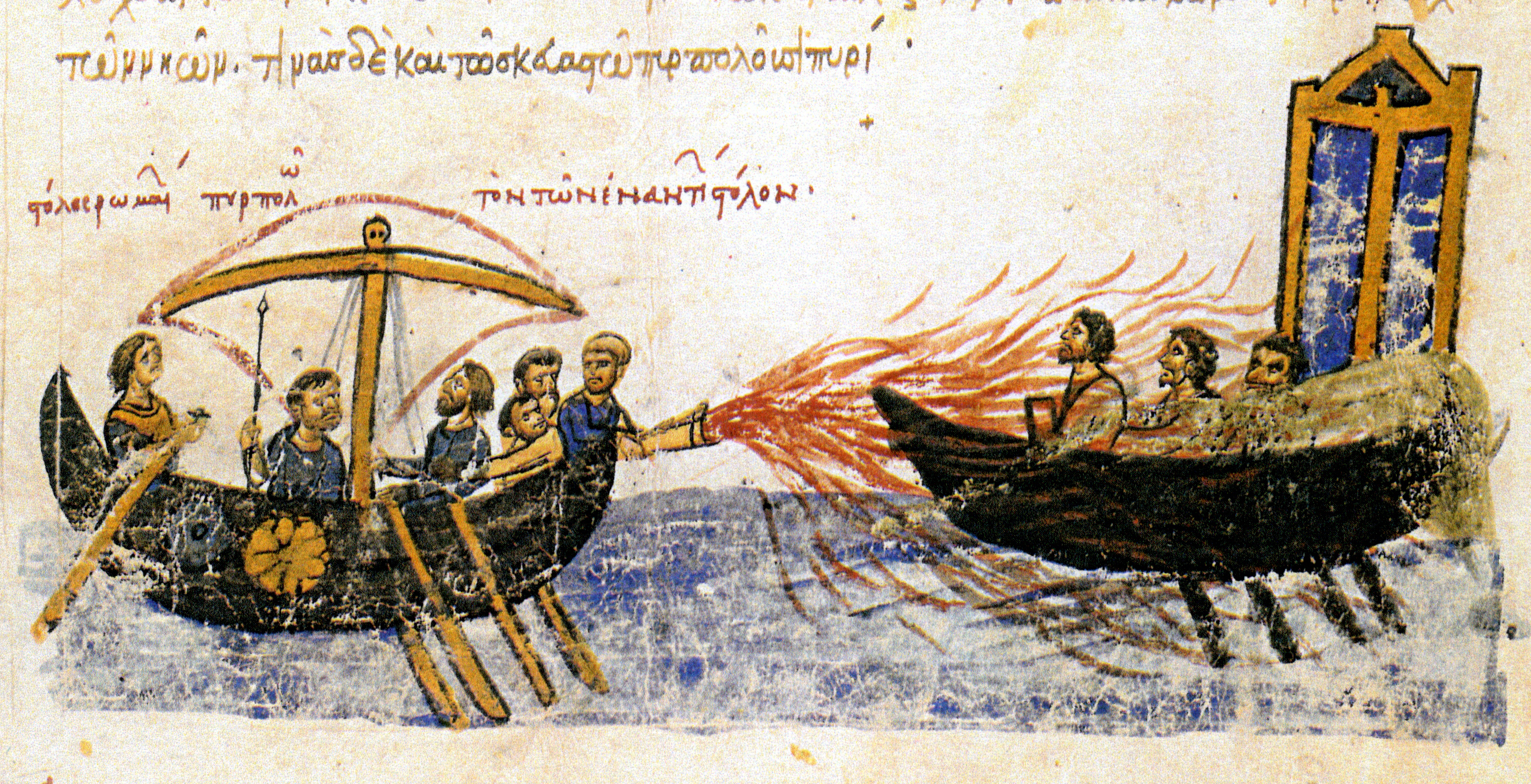
Feu grégeois, qui contenait peut-être du kérosène, obtenu à partir de la distillation du pétrole.

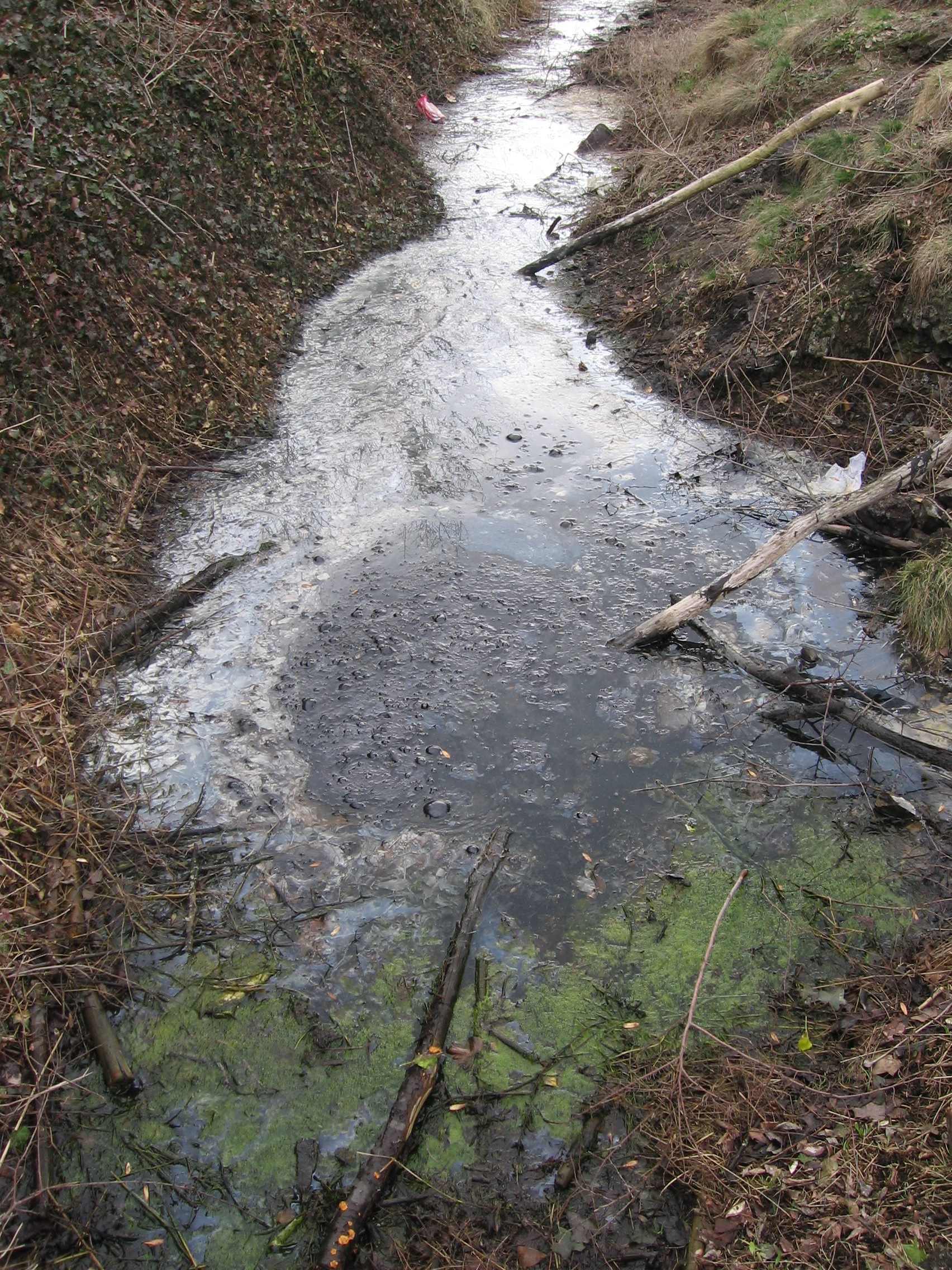
Source et ruisseau bitumeux du puy de la Poix, à Clermont-Ferrand (France).

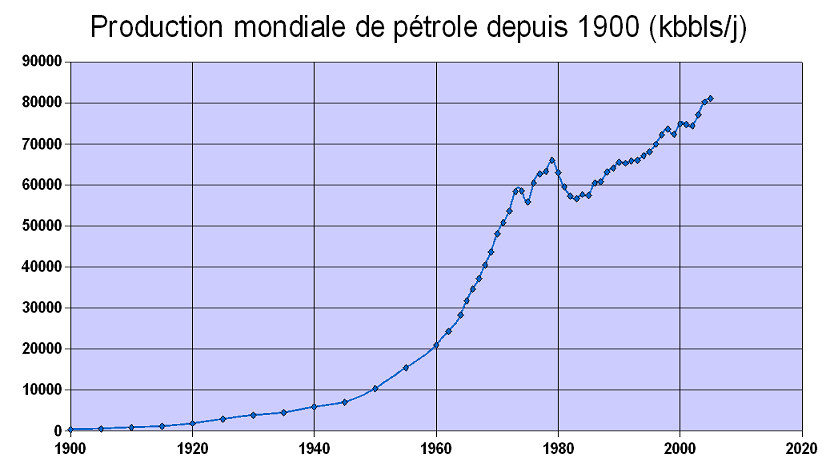
Production mondiale de pétrole depuis 1900.

Depuis la plus haute Antiquité (Mésopotamie, Égypte, Chine) le pétrole est connu et utilisé, notamment sous forme de bitume, où il apparait aux affleurements de lieux où le sous-sol en abonde. Ces affleurements ont été utilisés de nombreuses façons : calfatage des bateaux, ciment pour le pavage des rues, source de chauffage et d'éclairage, produit pharmaceutique, mais également comme arme incendiaire (feu grégeois). Sa distillation , décrite dès le Moyen Âge, donne un intérêt supplémentaire à ce produit pour les lampes à pétrole.
D'après le Dictionnaire général des drogues de Lemery revu et corrigé par Simon Morelot en 1807, « on se sert du pétrole en médecine, dans les maladies des muscles, la paralysie, la faiblesse des nerfs, et pour les membres gelés, en friction. On s'en sert aussi pour les ulcères des chevaux ».
Si des historiens russes revendiquent des forages productifs à Bakou en 1846 et à Bobrka (Pologne aujourd'hui) en 1854, l'industrie pétrolière tient l'année 1859 pour son année zéro, correspondant au forage du "colonel Drake" le 27 août 1859 en Pennsylvanie. À partir de la mécanisation de la Première guerre mondiale, le pétrole est considéré comme une matière première stratégique et origine de la géopolitique du pétrole.
La période 1920-1970 est marquée par une série de grandes découvertes de gisements, particulièrement au Moyen-Orient, qui fait l'objet de toutes les convoitises. Les marchés des produits pétroliers se développent également ; outre les carburants comme l'essence, le gazole et le fioul lourd, qui accompagnent l'essor des transports dans leur ensemble, l'industrie pétrolière génère une myriade de produits dérivés, au nombre desquels les matières plastiques, les textiles et le caoutchouc artificiels, les colorants, les intermédiaires de synthèse pour la chimie et la pharmacie. Ces marchés permettent de valoriser la totalité des composants du pétrole. En 1970, la production de pétrole des États-Unis atteint un maximum, qu'avait prédit le géophysicien Marion King Hubbert.
La période 1973-1980 marque l'histoire du monde avec les premier et deuxième chocs pétroliers. À partir de 1986, le contre-choc pétrolier voit le prix du baril s'effondrer. En 2003, le prix du baril remonte, en dépit d'une production toujours assurée et d'une relative paix mondiale, à cause de la spéculation sur les matières premières en général ; quand cette spéculation s'arrêtera brutalement en 2008, le prix du baril suivra cette évolution spectaculaire. Les années 2000 voient plusieurs nouveaux géants du secteur public dans les BRICS, comme Petrobras et Petrochina, réaliser les plus grandes introductions en Bourse de l'histoire du pétrole, avec des valorisations symboles de la confiance des investisseurs dans leur croissance L'introduction en Bourse d'Aramco en décembre 2019, sur la base d'une valorisation de 1700 milliards de dollars, dépasse toutefois tout ce qui avait été réalisé jusque-là.

## Économie
Le graphique qui aurait dû être présenté ici ne peut pas être affiché car il utilise l'ancienne extension Graph, désactivée pour des questions de sécurité. Des indications pour créer un nouveau graphique avec la nouvelle extension Chart sont disponibles ici.

Source : Energy Institute

### Unités de mesure
Les unités couramment utilisées pour quantifier le volume de pétrole sont les Mbbl ou Gbbl pour les réserves mondiales, et les Mbbl/j pour la production ; « bbl » signifiant « blue barrel » et les préfixes « M » et « G » signifiant respectivement million et milliard (méga et giga). Un baril représente exactement 42 gallons (US), soit 158,987 litres. Cette unité, bien qu’universellement utilisée pour le pétrole, n’est pas légale, même aux États-Unis. Une tonne métrique (1 000 kg) représente 7,3 barils, soit 306,6 gallons, soit 1 161 litres . On utilise aussi fréquemment l'équivalence : 1 baril/jour = 50 tonnes/ an.
Pour un pétrole de qualité "moyenne", son pouvoir calorifique avoisine les 10 Mcal/kg, soit à peu près 42 MJ/kg ou 11,63 kWh/kg. Afin de permettre les comparaisons entre divers pétroles ou avec d'autres sources d'énergie, l'Agence internationale de l'énergie et nombre d'autres organismes (Eurostat, ministères de l'énergie divers pays) utilisent la tonne équivalent pétrole (tep en français ou toe en anglais tonne of oil equivalent). Pour avoir une idée des ordres de grandeur, on peut comparer la capacité du plus grand gisement connu, Ghawar, qui est d’environ 70 Gbbl extractibles à la production mondiale qui est de 81 Mbbl/j, et en déduire que ce gisement correspond à environ deux ans et demi de la consommation mondiale actuelle.

### Industrie pétrolière

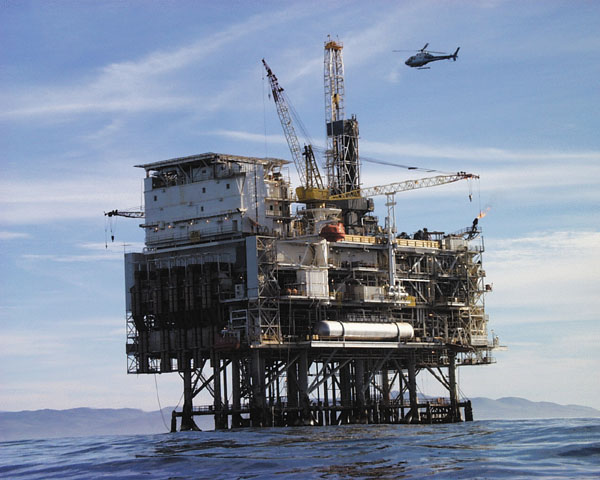
Plate-forme pétrolière : un des symboles de cette puissante industrie.

L’industrie pétrolière se subdivise schématiquement en « amont » (exploration, production) et en « aval » (raffinage, distribution).
L’exploration, c’est-à-dire la recherche de gisements, et la production sont souvent associées : les États accordent aux compagnies des concessions, pour lesquelles ces dernières assument le coût de l’exploration, en échange de quoi elles exploitent (pour une certaine durée) les gisements trouvés. Les mécanismes financiers sont variés : prêts à long terme, participation au capital, financement via des emprunts faits auprès de banques nationales, etc.
L’exploration (ou prospection) pétrolière commence par la connaissance géologique de la région, puis passe par l’étude détaillée des structures géologiques (principalement par imagerie sismique, même si la magnétométrie et la gravitométrie peuvent être utilisées) et la réalisation de puits. On parle d’exploration « frontière » lorsque la région n’a pas encore une réserve mondiale prouvée. Le risque est alors élevé, avec un prix d’entrée faible, mais un retour sur investissement pouvant être important.
La production (l’extraction) du pétrole, peut être une opération complexe : pour maximiser la production finale, il faut gérer un réservoir composé de différents produits liquides aux propriétés physico-chimiques très différentes (densité, fluidité, température de combustion et toxicité, entre autres). Au cours de la vie d’un gisement, on ouvre de nouveaux puits pour accéder aux poches restées inexploitées. En règle générale, on injecte de l’eau et/ou du gaz dans le gisement, via des puits distincts de ceux qui extraient le pétrole. Une mauvaise stratégie d’exploitation (mauvais emplacement des puits, injection inadaptée, production trop rapide) peut diminuer de façon irréversible la quantité de pétrole extractible. Par exemple, l'interface entre la nappe de pétrole et celle d’un liquide chargé en soufre peut être brisée par simple brassage, polluant ainsi le pétrole.
Contrairement à une image répandue, un gisement de pétrole ne ressemble en rien à un lac souterrain. En effet, mélangé à de l'eau ainsi qu'à du gaz dissous, le pétrole occupe, en fait, les interstices microscopiques de la roche poreuse. Comparer un gisement à une éponge très rigide serait surement plus approprié.
Au cours des dernières décennies, l’exploration et la production se font en proportion croissante en offshore : l’onshore, plus facile d’accès, a été exploité le premier. La loi de Ricardo s’applique très bien au pétrole, et, en règle générale, le retour sur investissement tend à diminuer : les gisements sont de plus en plus petits, dispersés, et difficiles à exploiter. Il y a bien sûr des exceptions, comme dans des pays où l’exploration a longtemps été paralysée pour des raisons politiques.

### Réserves pétrolières

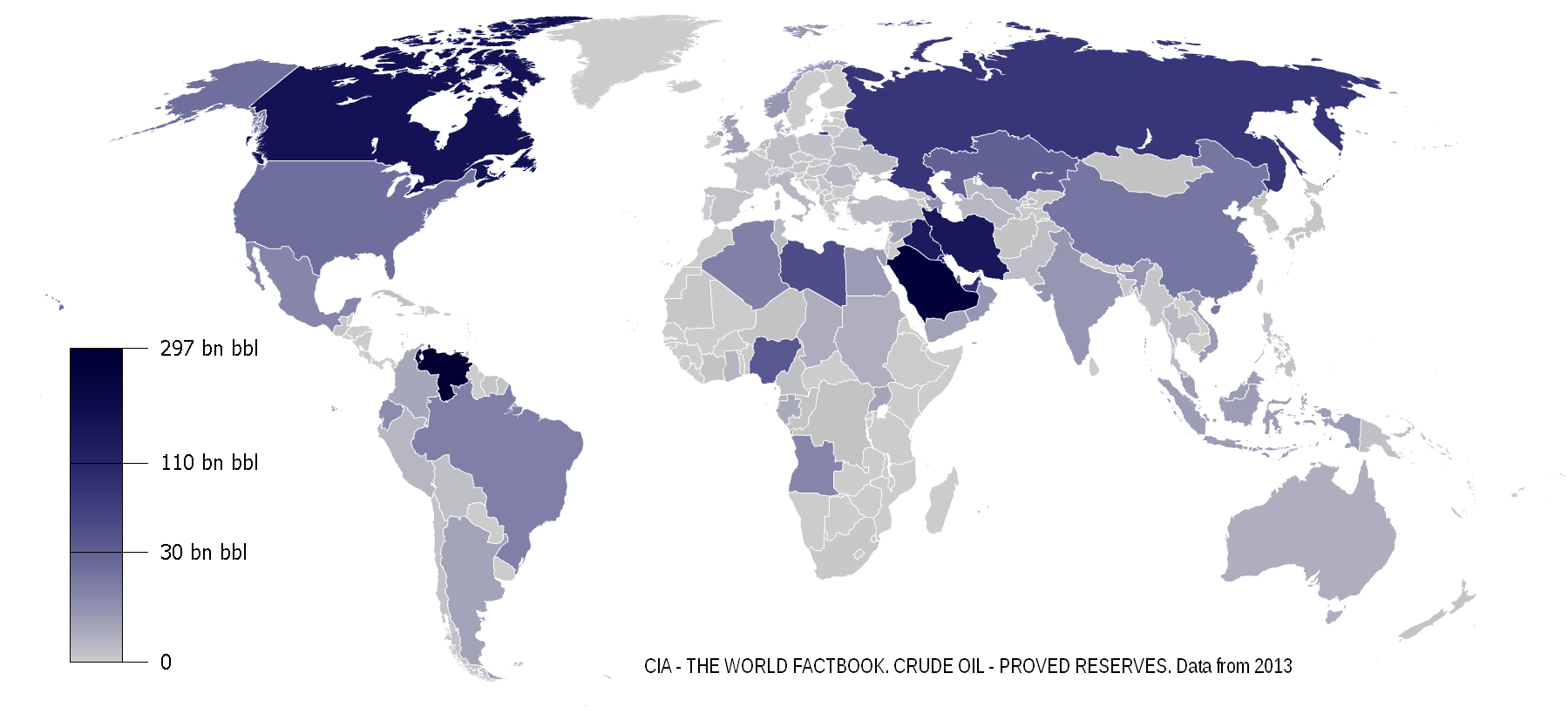
Réserves prouvées de pétrole en 2013.

En 2022, selon BGR (Agence fédérale allemande pour les sciences de la Terre et les matières premières), les réserves mondiales prouvées (réserves estimées récupérables avec une certitude raisonnable dans les conditions techniques et économiques existantes) de pétrole atteignaient 253,6 Gt (milliards de tonnes). Elles représentaient 57 années de production au rythme de 2022. En 2010, BGR estimait ces réserves à 216,9 Gt ; elles ont donc augmenté de 17 % en dix ans.
Les réserves pétrolières désignent le volume de pétrole récupérable, à partir de champs de pétrole découverts, sur la base des contraintes économiques et techniques actuelles. Ce volume est estimé à partir de l'évaluation de la quantité de pétrole présente dans les champs déjà connus, affectée d'un coefficient minorant dépendant de la capacité des technologies existantes à extraire ce pétrole du sous-sol. Ce coefficient dépend de chaque champ, il peut varier de 10 à 50 %, avec une moyenne mondiale de l'ordre de 35 % en 2009. L'évolution des techniques tend à accroître ce coefficient (techniques de récupération assistée du pétrole).
Les réserves sont rangées dans différentes catégories, selon leur probabilité d'existence dans le sous-sol : réserves prouvées (probabilité de plus de 90 %), réserves probables (de 50 à 90 %) et réserves possibles (de 10 à 50 %). Les réserves probables et possibles sont regroupées dans la catégorie ressources.
On distingue également différentes sortes de réserves en fonction du type de pétrole : pétrole conventionnel ou pétroles non conventionnels. Les pétroles non conventionnels sont essentiellement constitués des huiles extra-lourdes, du sable bitumineux et des schistes bitumineux. La rentabilité des gisements de pétrole non conventionnels est incertaine, car la quantité d'énergie nécessaire à leur extraction est plus importante.

Réserves prouvées dans les cinq plus gros pays détenteurs de réserves.

Jusqu'au début des années 2000, les statistiques de réserves correspondaient aux réserves prouvées de pétrole conventionnel. Mais l'intégration des réserves des sables bitumineux (Canada, Venezuela) et des schistes bitumineux (États-Unis) a fortement relevé l'estimation des réserves mondiales, qui atteint 253,6 Gt (milliards de tonnes) en 2022, dont 67,1 Gt de sables bitumineux (41,9 Gt au Venezuela et 25,2 Gt au Canada) et 3,3 Gt de pétrole de schiste (États-Unis).
La quantité de réserves dépend d'estimations très variables dans leur qualité et leur ancienneté. Elles sont donc remises à jour chaque année, au fur et à mesure que des informations plus précises sont apportées sur les gisements déjà découverts. Toutefois, les réserves des pays de l'OPEP, qui représentent les trois quarts des réserves mondiales, ont souvent été considérées comme sujettes à caution, car d'une part elles ont été artificiellement augmentées dans les années 1980, et d'autre part, les quantités de réserves annoncées par ces pays ne varient pas depuis cette augmentation malgré l'absence de découvertes majeures. Ainsi, les réserves totales de onze pays de l'OPEP en 2003 varient entre 891 milliards de barils selon l'OPEP et 491 milliards de barils selon Colin Campbell, expert à l'ASPO.
La courbe d'évolution des réserves dépend en outre de la façon dont les mises à jour sont comptabilisées dans le temps. Si les mises à jour sont comptabilisées à la date de découverte du gisement, les réserves sont dites backdated. Selon cette méthode d'estimation, préconisée par les experts de l'ASPO, la quantité des réserves mondiales de pétrole décroît depuis l'année 1980.
| Pays                                      | Réserves fin 2022 | %      | dont convent.** | non- convent. | Ressources fin 2022 | dont convent. | non- convent. |
| Venezuela                                 | 47 385            | 18,7 % | 5 485           | 41 900        | 46 820              | 3 000         | 43 820        |
| Arabie saoudite                           | 38 891            | 15,3 % | 38 891          | -             | 11 800              | 11 800        | -             |
| Iran                                      | 28 380            | 11,2 % | 28 380          | -             | 7 200               | 7 200         | -             |
| Canada                                    | 25 958            | 10,2 % | 644             | 25 314        | 29 078              | 3 500         | 25 578        |
| Irak                                      | 19 730            | 7,8 %  | 19 730          | -             | 6 320               | 6 100         | 220           |
| Émirats arabes unis                       | 15 374            | 6,1 %  | 15 374          | -             | 4 160               | 1 100         | 3 060         |
| Russie                                    | 14 767            | 5,8 %  | 14 767          | -             | 113 014             | 92 936        | 20 078        |
| Koweït                                    | 13 810            | 5,4 %  | 13 810          | -             | 700                 | nd            | nd            |
| États-Unis                                | 8 561             | 3,4 %  | 5 293           | 3 268         | 117 768             | 15 900        | 101 868       |
| Libye                                     | 6 580             | 2,6 %  | 6 580           | -             | 4 750               | 1 200         | 3 550         |
| Nigeria                                   | 5 030             | 2,0 %  | 5 030           | -             | 5 378               | 5 300         | 78            |
| Kazakhstan                                | 4 081             | 1,6 %  | 4 081           | -             | 12 933              | 4 000         | 8 933         |
| Chine                                     | 3 690             | 1,5 %  | 3 690           | -             | 26 071              | 16 200        | 9 871         |
| Qatar                                     | 3 435             | 1,4 %  | 3 435           | -             | 700                 | nd            | nd            |
| Brésil                                    | 2 021             | 0,8 %  | 2 021           | -             | 15 206              | 13 000        | 2 206         |
| Algérie                                   | 1 660             | 0,7 %  | 1 660           | -             | 1 483               | nd            | nd            |
| Guyana                                    | 1 497             | 0,6 %  | 1 497           | -             | 450                 | nd            | nd            |
| Équateur                                  | 1 126             | 0,4 %  | 1 126           | -             | 107                 | nd            | nd            |
| Azerbaïdjan                               | 952               | 0,4 %  | 952             | -             | 1 245               | nd            | nd            |
| Norvège                                   | 934               | 0,4 %  | 934             | -             | 2 250               | nd            | nd            |
| Total Monde                               | 253 645           | 100 %  | 182 991         | 70 654        | 498 312             | 238 923       | 259 389       |
| dont OPEP                                 | 177 854           | 70,1 % | 135 954         | 41 900        | 95 875              | 44 208        | 51 667        |
| * OPEP : ; ** convent. : conventionnelles |                   |        |                 |               |                     |               |               |

Plusieurs autres pays déclarent des ressources importantes : Australie (13 791), Angola (5 095), Mexique (4 760), Argentine (4 183), Indonésie (3 572), Groenland (3 500), Maroc (2 607).
Les réserves ne tiennent pas compte des régions pétrolifères non connues. En 2009, la découverte de pétrole non conventionnel dans la région de l'Orénoque au Venezuela avec une réserve de 513 milliards de barils, a permis de compenser en partie la diminution des réserves de pétrole conventionnel (voir réserves du Venezuela).
Cependant, la tendance est à une diminution des découvertes de gisements depuis 1965. Au cours des années 2000, les quantités de pétrole découvertes chaque année représentaient approximativement un tiers de la production mondiale. Les dix premiers gisements mondiaux en termes de débit de production ont tous été découverts avant 1976.
Les volumes d'hydrocarbures (pétrole et gaz naturel) découverts ont chuté de 13 % en 2017 pour atteindre 11 milliards de barils, niveau le plus bas depuis les années 1990. Les dépenses d'exploration des compagnies ont chuté de 60 % depuis leur record atteint en 2014, et la taille des découvertes est de plus en plus petite.

### Production de pétrole brut

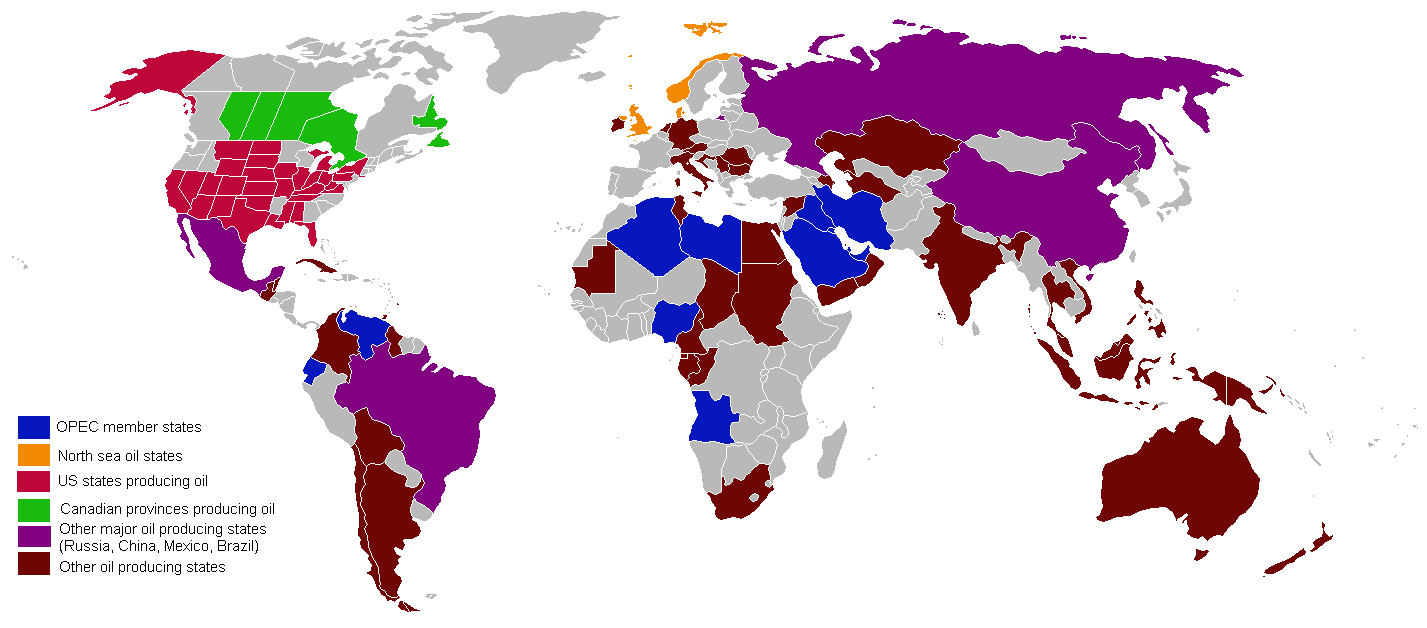
Régions productrices de pétrole dans le monde en 2012 (en bleu : membres de l'OPEP).

Selon l'Energy Institute, la production mondiale s'élevait en 2024 à 4 543 Mt (millions de tonnes), en hausse de 0,6 % en 2024 après une chute de 6,6 % en 2020 et une remontée de 7,8 % en 2021-23, et en progression de 7,6 % en dix ans (2014-2024) ; sur ce total, 1 543 Mt (34 %) proviennent des pays membres de l’OPEP incluant en 2024 les pays suivants : Arabie saoudite, Irak, Émirats arabes unis, Iran, Koweït, Venezuela, Nigeria, Algérie, Libye, Gabon, Guinée équatoriale, République du Congo. Le Moyen-Orient représentait 31,0 % de la production mondiale de pétrole en 2024 (dont Arabie saoudite : 11,2 %), l'Amérique du Nord 27,4 % (dont États-Unis : 18,9 %) et la Russie 11,6 %. La part de l'Europe est de 3,1 % seulement, dont 1,9 % en Norvège.
En 2023, la production de pétrole et de gaz de l'Amérique du Nord (États-Unis et Canada) dépasse celle du Moyen-Orient. Selon Rystad Energy, les États-Unis ont accru leur production de pétrole brut en moyenne de près d'un million de barils par jour par rapport à 2022, soit une hausse de plus de 8 %, pour dépasser les 13 millions de barils par jour fin 2023, et le Canada produit 4,9 millions de barils par jour, contre 2 millions de barils par jour en 2013, devenant le quatrième producteur mondial. Les États-Unis ont représenté en 2023 quelque 16 % de la production mondiale de brut, contre 11 % en 2017, alors que l'Arabie saoudite a vu sa part de marché baisser autour de 11 %. Celle de la Russie, pourtant visée par les sanctions internationales, n'a que légèrement baissé, autour de 13 %.
L'Agence internationale de l'énergie (AIE) estime la production mondiale de pétrole brut en 2022 à 188 371 EJ (exajoules) contre 135 717 EJ en 1990, en progression de 39 % en 32 ans ; les États-Unis sont en tête des pays producteurs en 2022 avec 32 330 EJ, soit 17,2 % du total mondial, devant l'Arabie saoudite (25 001 EJ, 13,3 %) et la Russie (22 884, 12,1 %). La part du pétrole dans la production mondiale d'énergie primaire était en 2022 de 29,9 % contre 28,2 % pour le charbon et 23,2 % pour le gaz naturel ; cette part a fortement décliné : elle atteignait 37,1 % en 1990.
| Année | Production (EJ) | Accroissement | Part prod.énergie primaire |
| ----- | --------------- | ------------- | -------------------------- |
| 1990  | 135 717         |               | 37,1 %                     |
| 2000  | 155 375         |               | 37,4 %                     |
| 2010  | 171 955         |               | 32,4 %                     |
| 2015  | 184 982         |               | 32,5 %                     |
| 2016  | 187 098         | +1,1 %        | 33,0 %                     |
| 2017  | 186 466         | -0,3 %        | 32,1 %                     |
| 2018  | 190 316         | +2,1 %        | 31,7 %                     |
| 2019  | 190 432         | +0,1 %        | 31,2 %                     |
| 2020  | 176 870         | -7,1 %        | 30,1 %                     |
| 2021  | 179 278         | +1,4 %        | 29,4 %                     |
| 2022  | 188 371         | +5,1 %        | 29,9 %                     |

Le graphique qui aurait dû être présenté ici ne peut pas être affiché car il utilise l'ancienne extension Graph, désactivée pour des questions de sécurité. Des indications pour créer un nouveau graphique avec la nouvelle extension Chart sont disponibles ici.

Production de pétrole des six principaux producteurs - Source : Energy Institute
Le tableau ci-dessous classe les principaux pays producteurs par ordre décroissant de production estimée en 2022, avec :
- les réserves et la production, exprimées en millions de tonnes (Mt), et le rapport réserves/production, en années de production ;
- les quantités produites et consommées exprimées en Mbbl/j[N 5] incluant le brut, les liquides de gaz naturel et le pétrole non conventionnel — voir l’article : Classification des hydrocarbures liquides —, mais pas les autres combustibles liquides tels que les biocarburants et les dérivés du charbon et du gaz ;
- les soldes disponibles pour l'exportation (production moins consommation).

D'importants pays producteurs de pétrole, dont certains sont exportateurs nets, ne sont pas membres de l'OPEP : les États-Unis, la Russie, le Canada, la Chine, le Mexique, le Qatar, le Brésil, la Norvège, le Kazakhstan, la Colombie, le Royaume-Uni, le Soudan et Oman.
| Pays                | Réserves fin 2022 | Production 2024 | % prod. 2024 | R/P**                          | Production 2024                | Consommation 2024              | Dispo pour export              |
| unités              | Mt                | Mt              | %            | années                         | Mbbl/j                         | Mbbl/j                         | Mbbl/j                         |
| États-Unis          | 8 561             | 858             | 18,9 %       | 10,0                           | 20,13                          | 18,99                          | 1,14                           |
| Russie              | 14 767            | 526             | 11,6 %       | 28,1                           | 10,75                          | 3,85                           | 6,90                           |
| Arabie saoudite     | 38 891            | 510             | 11,2 %       | 76,3                           | 10,86                          | 3,96                           | 6,90                           |
| Canada              | 25 958            | 290             | 6,4 %        | 89,5                           | 5,89                           | 2,33                           | 3,56                           |
| Iran                | 28 380            | 234             | 5,2 %        | 121                            | 5,06                           | 1,95                           | 3,11                           |
| Irak                | 19 730            | 216             | 4,7 %        | 91                             | 4,40                           | 0,92                           | 3,48                           |
| Chine               | 3 690             | 213             | 4,7 %        | 17,3                           | 4,26                           | 16,37                          | -12,11                         |
| Brésil              | 2 021             | 182             | 4,0 %        | 11,1                           | 3,47                           | 2,58                           | 0,89                           |
| Émirats arabes unis | 15 374            | 180             | 4,0 %        | 85                             | 4,01                           | 1,18                           | 2,83                           |
| Koweït              | 13 810            | 131             | 2,9 %        | 105                            | 2,72                           | 0,52                           | 2,20                           |
| Mexique             | 756               | 96              | 2,1 %        | 7,9                            | 1,91                           | 1,85                           | 0,06                           |
| Kazakhstan          | 4 081             | 88              | 1,9 %        | 46                             | 1,84                           | 0,35                           | 1,49                           |
| Norvège             | 934               | 86              | 1,9 %        | 10,9                           | 1,83                           | 0,22                           | 1,61                           |
| Nigeria             | 5 030             | 79              | 1,7 %        | 64                             | 1,54                           | nd                             |                                |
| Qatar               | 3 435             | 75              | 1,6 %        | 46                             | 1,81                           | 0,40                           | 1,41                           |
| Algérie             | 1 660             | 59              | 1,3 %        | 28                             | 1,38                           | 0,46                           | 0,92                           |
| Argentine           | 386               | 59              | 1,3 %        | 6,5                            | 1,21                           | 0,60                           | 0,61                           |
| Angola              | 347               | 57              | 1,3 %        | 6,1                            | 1,18                           | nd                             |                                |
| Libye               | 6 580             | 56              | 1,2 %        | 117                            | 1,19                           | nd                             |                                |
| Venezuela           | 47 385            | 50              | 1,1 %        | 948                            | 0,96                           | 0,33                           | 0,63                           |
| Total Monde         | 253 645           | 4 543           | 100 %        | 55,8                           | 96,89                          | 101,42                         | -4,53                          |
| dont OPEP           | 177 854           | 1 543           | 34,0 %       | 115                            | 32,80                          | nd                             |                                |
| * OPEP : .          | * OPEP : .        | * OPEP : .      | * OPEP : .   | ** R/P = Réserves /Production. | ** R/P = Réserves /Production. | ** R/P = Réserves /Production. | ** R/P = Réserves /Production. |

Le Vénézuela a les plus grandes réserves de la planète : 18,7 % des réserves mondiales, devant l'Arabie saoudite (15,3 %), mais 88,4 % de ses réserves sont des sables bitumineux de l'Orénoque, dont l'exploitation est difficile et coûteuse.

### Raffinage et transport
À l'origine le raffinage du pétrole consistait simplement en une distillation atmosphérique séparant les hydrocarbures par leur densité. Puis la distillation atmosphérique a été complétée par la distillation sous vide, permettant d’aller plus loin dans la séparation des différents hydrocarbures lourds. Au fil du temps, de nombreux procédés ont été mis en œuvre afin de maximiser la production des coupes (naphta, kérosène, essence, gazole, fioul lourd) suivant leurs débouchées commerciales et afin d'améliorer les qualités requises (moins de soufre, de particules et de métaux lourds). Ces procédés, consommateurs d'énergie, sont notamment le reformage, le désasphaltage, la viscoréduction, la désulfuration, l’hydrocraquage.
Ces procédés se diversifient et s'affinent, les raffineurs devant satisfaire des exigences de plus en plus fortes sur la qualité des produits, du fait de l’évolution du marché et des normes environnementales. À l'inverse les qualités des pétroles bruts tendent à se dégrader ; les plus lourds et les plus riches en soufre représentent une part de plus en plus importante de la production.
Une autre évolution importante du raffinage est la valorisation des gaz (GPL) et des solides (cokes de pétrole, asphalte).
Les raffineries de pétrole nécessitent des infrastructures de plus en plus complexes. Leur nombre est en baisse et corrélativement leur capacité unitaire de traitement est en hausse; ainsi en France métropolitaine, en 2023, il ne reste plus que six raffineries en activité dont quatre sous le contrôle de Total. Les raffineries alimentent les réseaux de distribution de carburants, ainsi que la pétrochimie en produits de base (éthylène, propylène, époxyde d'éthylène, éthylène glycol, acide acrylique,, acrylonitrile, xylènes, butènes et autres gaz de synthèse).
Le transport des pétroles bruts et des produits raffinés (finis), sur de grandes distances et pour des volumes importants, utilise principalement des pétroliers, des oléoducs et des gazoducs. Le transport maritime du pétrole est à lui seul un secteur économique important, les pétroliers représentent environ 35 % du tonnage de la marine marchande mondiale. Le transport par chemin de fer, par barge (fluvial) et par camion (routier) est majoritairement utilisé pour la distribution des produits raffinés.

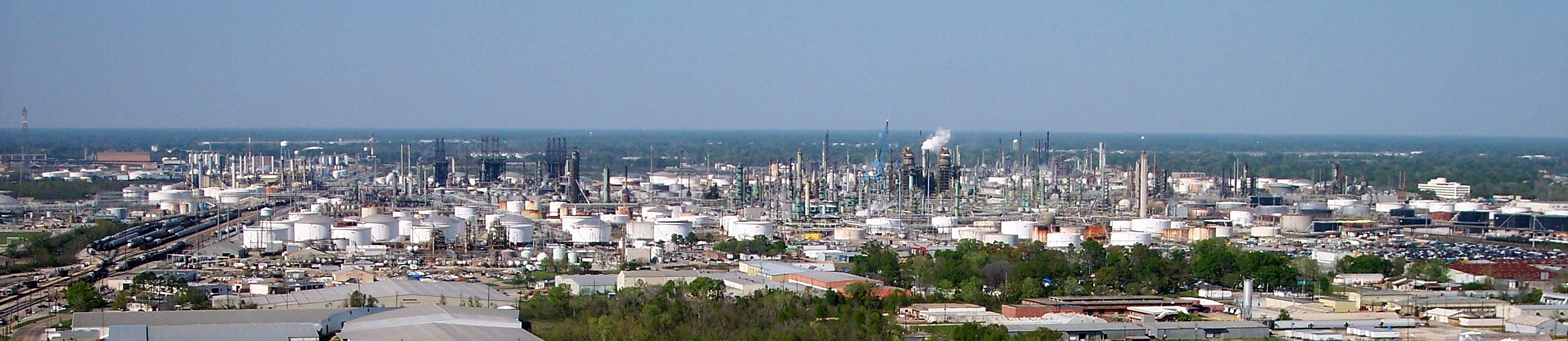
Raffinerie ExxonMobil à Bâton-Rouge.

### Pétrochimie
La pétrochimie est (au sein de la carbochimie) l'ensemble des technologies étudiant ou utilisant le pétrole ou le gaz naturel (principalement composé de méthane et d'éthane) pour fabriquer des composés chimiques synthétiques (existant ou non dans la nature ; dans le dernier cas, ces composés sont dits « artificiels »). Ces techniques reposent sur des réactions chimiques, souvent catalysées. Les distillats naturels et le gaz de schiste sont des matières premières apparentées également employées.

### Consommation
L'Energy Institute estime la consommation mondiale de pétrole en 2024 à 119,05 EJ, soit 33,6 % de la consommation totale d'énergie primaire, devant le charbon (27,9 %) et le gaz naturel (25,1 %). L'Energy Institute ne prend pas en compte les usages traditionnels de la biomasse.
Selon l'Agence internationale de l’énergie, le pétrole est la source d'énergie la plus utilisée en 2022 au niveau mondial, comptant pour 30,2 % de l'énergie primaire consommée, devant le charbon (27,6 %) et le gaz naturel (23,1 %). Sa part est en recul : elle atteignait 37,2 % en 1990.
Le pétrole est utilisé dans tous les secteurs énergétiques, mais c’est dans le transport que sa domination est la plus nette. Les transports ferroviaire et urbains (tramways et trolleybus) ainsi que les transports par conduite (oléoducs, gazoducs) sont majoritairement électrifiés. Pour les autres moyens de transports, les alternatives sont encore minoritaires, bien que la voiture électrique et hybride rechargeable ainsi que divers types de véhicules électriques (bus, vélos, bateaux, à l'avenir, avions) se développent. En 2021, la production d'électricité et de chaleur de réseau représentait 4,4 % de la consommation de pétrole et les consommations propres du secteur énergétique 4,7 %.
La consommation finale de produits pétroliers se répartissait en 2022 entre les secteurs comme suit : transports 63,4 %, industrie 8,2 %, secteur résidentiel 5,3 %, secteur tertiaire 1,8 %, agriculture 2,9 % et usages non énergétiques (chimie) 17,7 %. Le pétrole couvrait 90,6 % des besoins énergétiques des transports.
Dans la production d’électricité, la part du pétrole a constamment diminué depuis 32 ans, de 11,1 % en 1990 à 2,7 % en 2022. Le charbon, le gaz naturel, le nucléaire et les énergies renouvelables s’y sont largement substitués, sauf pour des cas particuliers (pays producteurs disposant de pétrole bon marché, îles et autres lieux d’accès difficiles). Le fioul lourd utilisé parfois dans la production d’électricité est difficile à employer dans d’autres domaines (excepté la marine) sans transformation profonde.
L’agriculture ne représente qu’une fraction modeste de la consommation de pétrole, mais c’est peut-être ce secteur qui en est le plus dépendant, les engrais synthétiques et pesticides étant produits à partir du pétrole ou du gaz naturel. Parmi les engrais fréquemment utilisés, c'est-à-dire ceux basés sur l'azote, le phosphore et le potassium (N, P, K), les engrais azotés sont synthétisés à partir de gaz naturel.
Plus la demande est importante, plus il y a d’investissements dans l'exploration pétrolière, permettant ainsi de développer de nouveaux champs pétrolifères. Cependant les réserves sont limitées et seront épuisées à terme. Dans les situations où l'offre dépasse la demande, comme en 2014-2015, les prix du pétrole s'effondrent et les investissements subissent des coupes draconiennes ; la production décline alors progressivement, jusqu'à ce que le marché retrouve son équilibre.
Voici la consommation des principaux pays consommateurs en 2023, estimée par l'Energy Institute, exprimée en exajoules par an et en millions de barils par jour :
| Pays             | EJ    | %      | Mbl/j  |
| États-Unis       | 35,8  | 18,0 % | 18,99  |
| Chine            | 33,0  | 16,5 % | 16,68  |
| Inde             | 10,9  | 5,5 %  | 5,62   |
| Russie           | 7,7   | 3,9 %  | 3,85   |
| Arabie saoudite  | 7,4   | 3,7 %  | 3,96   |
| Japon            | 6,4   | 3,2 %  | 3,24   |
| Corée du Sud     | 5,5   | 2,8 %  | 2,89   |
| Brésil           | 5,1   | 2,6 %  | 2,58   |
| Canada           | 4,4   | 2,2 %  | 2,33   |
| Allemagne        | 4,2   | 2,1 %  | 2,05   |
| Iran             | 3,8   | 1,9 %  | 1,95   |
| Mexique          | 3,6   | 1,8 %  | 1,85   |
| Singapour        | 3,3   | 1,7 %  | 1,49   |
| Indonésie        | 3,2   | 1,6 %  | 1,63   |
| France           | 2,8   | 1,4 %  | 1,36   |
| Royaume-Uni      | 2,7   | 1,3 %  | 1,33   |
| Espagne          | 2,7   | 1,3 %  | 1,27   |
| Italie           | 2,6   | 1,3 %  | 1,26   |
| Thaïlande        | 2,4   | 1,2 %  | 1,25   |
| Turquie          | 2,4   | 1,2 %  | 1,16   |
| Total Monde      | 199,1 | 100 %  | 101,42 |
| Union européenne | 21,9  | 11,0 % | 10,66  |
| Afrique          | 9,2   | 4,6 %  | 4,56   |

### Commerce du pétrole et des produits pétroliers
La valeur d’un pétrole brut dépend de sa provenance et de ses caractéristiques physico-chimiques propres qui permettent, après traitement, de générer une plus ou moins grande quantité de produits à haute valeur marchande. Pour simplifier, on peut dire que plus le brut est léger (c’est-à-dire apte à fournir, après traitement, une grande quantité de produits à forte valeur marchande) et moins il contient de soufre, plus sa valeur est élevée. Dans une moindre mesure, la distance entre le lieu de consommation du pétrole et les régions productrices intervient également. Le pétrole brut entre ensuite dans un processus de transformation industriel, dans lequel il sera raffiné et transformé en produits tels que le plastique, le verre…
Les acteurs du marché cherchant à se protéger des fluctuations de cours, le NYMEX introduit en 1978 les contrats futures sur le fioul domestique (heating oil). Le même type de contrat à terme existe pour le pétrole brut et les divers produits pétroliers : naphta, kérosène, carburants, fioul lourd, etc.
| Pays                | solde pétrole brut | solde produits pétroliers |
| Chine               | +553,2             | +53,8                     |
| Europe              | +451,0             | +128,1                    |
| Inde                | +238,5             | -32,6                     |
| Japon               | +114,9             | +28,4                     |
| États-Unis          | +130,7             | -195,0                    |
| Arabie saoudite     | -312,8             | -46,6                     |
| Russie              | -243,1             | -103,1                    |
| Irak                | -179,6             | -19,8                     |
| Canada              | -194,3             | -13,2                     |
| Émirats arabes unis | -177,3             | -63,7                     |
| Koweït              | -60,1              | -42,6                     |

| Pays                                         | importations | exportations | solde pétrole brut |
| Exportateurs                                 |              |              |                    |
| Arabie saoudite                              |              | 15 367       | -15 367            |
| Russie                                       |              | 10 600       | -10 600            |
| Irak                                         |              | 7 305        | -7 305             |
| Canada                                       | 1 311        | 6 927        | -5 616             |
| Émirats arabes unis                          | 390          | 5 664        | -5 274             |
| Koweït                                       |              | 3 912        | -3 912             |
| Norvège                                      | 34           | 3 242        | -3 208             |
| Kazakhstan                                   |              | 2 730        | -2 730             |
| Brésil                                       | 522          | 2 856        | -2 334             |
| Nigeria                                      |              | 2 184        | -2 184             |
| Angola                                       |              | 2 153        | -2 153             |
| Mexique                                      |              | 2 098        | -2 098             |
| Libye                                        |              | 1 854        | -1 854             |
| Iran                                         |              | 1 771        | -1 771             |
| Oman                                         |              | 1 759        | -1 759             |
| Qatar                                        |              | 1 038        | -1 038             |
| Venezuela                                    | 46           | 1 070        | -1 024             |
| Colombie                                     |              | 866          | -866               |
| Algérie                                      |              | 786          | -786               |
| Importateurs                                 |              |              |                    |
| Chine                                        | 21 279       | 86           | +21 193            |
| Inde                                         | 9 744        |              | +9 744             |
| Corée du Sud                                 | 5 716        |              | +5 716             |
| Japon                                        | 5 593        |              | +5 593             |
| États-Unis                                   | 12 977       | 7 385        | +5 592             |
| Allemagne                                    | 3 695        | 4            | +3 691             |
| Espagne                                      | 2 663        |              | +2 663             |
| Italie                                       | 2 617        | 25           | +2 592             |
| Pays-Bas                                     | 2 227        | 1            | +2 226             |
| Singapour                                    | 2 040        | 27           | +2 013             |
| Taïwan                                       | 1 976        |              | +1 976             |
| Thaïlande                                    | 1 985        | 28           | +1 957             |
| France                                       | 1 717        |              | +1 717             |
| Turquie                                      | 1 402        |              | +1 402             |
| Belgique                                     | 1 160        |              | +1 160             |
| Pologne                                      | 1 101        | 8            | +1 093             |
| Monde                                        | 93 604       | 90 122       | +3 482             |
| Source : Agence internationale de l'énergie. |              |              |                    |

| Pays                                         | importations | exportations | solde produits pétroliers |
| Exportateurs                                 |              |              |                           |
| États-Unis                                   | 2 945        | 9 342        | -6 397                    |
| Russie                                       | 31           | 4 742        | -4 711                    |
| Arabie saoudite                              | 773          | 3 034        | -2 261                    |
| Iran                                         | 17           | 1 649        | -1 632                    |
| Koweït                                       | 70           | 1 284        | -1 214                    |
| Corée du Sud                                 | 1 678        | 2 672        | -994                      |
| Émirats arabes unis                          | 932          | 1 920        | -988                      |
| Inde                                         | 1 835        | 2 700        | -865                      |
| Pays-Bas                                     | 3 572        | 4 444        | -872                      |
| Algérie                                      | 22           | 839          | -817                      |
| Qatar                                        | 40           | 802          | -762                      |
| Grèce                                        | 187          | 740          | -553                      |
| Canada                                       | 468          | 970          | -502                      |
| Importateurs                                 |              |              |                           |
| Mexique                                      | 1 978        | 461          | +1 517                    |
| Singapour                                    | 4 242        | 2 848        | +1 394                    |
| Australie                                    | 1 452        | 141          | +1 311                    |
| France                                       | 1 697        | 572          | +1 125                    |
| Chine                                        | 3 448        | 2 408        | +1 040                    |
| Indonésie                                    | 1 157        | 160          | +997                      |
| Japon                                        | 1 666        | 691          | +975                      |
| Nigeria                                      | 948          |              | +948                      |
| Afrique du Sud                               | 902          | 83           | +819                      |
| Brésil                                       | 1 230        | 607          | +623                      |
| Maroc                                        | 566          |              | +566                      |
| Pakistan                                     | 579          | 15           | +564                      |
| Turquie                                      | 852          | 372          | +480                      |
| Vietnam                                      | 498          | 61           | +437                      |
| Ukraine                                      | 379          |              | +379                      |
| Allemagne                                    | 1 482        | 1 140        | +342                      |
| Royaume-Uni                                  | 1 214        | 882          | +332                      |
| Monde                                        | 55 825       | 57 742       | -1 917                    |
| Source : Agence internationale de l'énergie. |              |              |                           |

### Compagnies pétrolières
L’industrie pétrolière est un pilier de l’économie mondiale : sur les douze plus grandes compagnies de la planète en 2014, sept sont des compagnies pétrolières. De plus, certaines compagnies nationales dépassent largement la taille de ces majors privées. En effet, il existe plusieurs sortes de compagnies pétrolières :
- les grandes compagnies privées multinationales et intégrées « verticalement » (c’est-à-dire concentrant tout ou partie des activités d’exploration, production, raffinage, et distribution), dites « majors », telles que ExxonMobil, Shell, BP, Total, ENI et Chevron ;
- les raffineurs, dont l'activité concerne « l’aval » (raffineries et éventuellement stations-service) comme le suisse Petroplus ;
- les indépendants, qui cherchent et produisent du brut pour le vendre à des raffineurs ; certaines sont des compagnies très importantes et agissent sur plusieurs continents, comme Anadarko, Occidental Petroleum ou Perenco. D’autres sont beaucoup plus petites, avec à l’extrême des compagnies familiales ne gérant qu’un puits ou deux (au Texas notamment) ;
- les compagnies nationales, propriété d'état totale ou partielle, qui sont assez diverses ; Aramco (Arabie saoudite) ou Pemex (Mexique), par exemple, ont un monopole de la production dans leur pays, et se comportent comme un organe du gouvernement ; d’autres, comme les grandes compagnies pétrolières chinoises Sinopec (2e rang mondial) et China National Petroleum Corporation (4e rang mondial), cotées en Bourse mais contrôlées par l'état chinois, ainsi que Sonatrach (Algérie), Petronas (Malaisie), Petrobras (Brésil), Equinor (Norvège) et PDVSA (Venezuela) cherchent une expansion internationale, et tentent de se comporter comme des « majors » bien que leurs capitaux soient (en tout ou partie) publics ; en termes de production de pétrole, Aramco équivaut à quatre fois ExxonMobil, première compagnie privée par le chiffre d’affaires ; enfin, certains petits pays producteurs ont une compagnie nationale qui n’a guère d’activité industrielle et dont le rôle est principalement de commercialiser la part de la production revenant à l’État.

## Impacts du pétrole
Le développement de l’industrie pétrolière a fourni les carburants liquides qui ont permis la deuxième révolution industrielle et a donc considérablement changé le cours de l’Histoire. En ce sens, le pétrole est véritablement le successeur du charbon, qui avait rendu possible la première révolution industrielle. Son utilisation est également source de controverses, car elle cause des dégradations majeures à l'environnement : réchauffement climatique, pollutions.

### Économie
Le pétrole étant le plus gros commerce international de matières de la planète en valeur (et en volume), il a un poids important sur les équilibres commerciaux. Les grands pays producteurs disposent de recettes telles que leurs gouvernements ont souvent un excédent public à placer, qui leur donne un poids financier important. Par exemple, vers 1998, la Russie avait une dette publique très importante et semblait proche de la cessation de paiement. Depuis, la hausse du prix de pétrole et celle de sa production lui ont permis d’engranger des recettes fiscales telles que la dette a été pratiquement remboursée et que le pays avait la troisième réserve de devises au monde en 2006.
Les fluctuations du prix du pétrole ont un effet direct sur le budget des ménages, donc sur la consommation dans les pays développés. Elles influent aussi, en proportion variable, sur le prix d'une grande part des biens et services, car la plupart sont produits en utilisant du pétrole comme matière première (pétrochimie) ou comme source d'énergie (transports).
La découverte de réserves de pétrole dans un pays est souvent perçue comme bénéfique pour son économie. Toutefois, l’afflux soudain de devises est parfois mal géré (voir syndrome hollandais), il peut encourager la corruption, des ingérences étrangères, des gaspillages et détourner les investissements et la main-d’œuvre des autres secteurs tels que l'agriculture. L’effet réel est donc souvent plus ambivalent, surtout pour les pays les plus pauvres, au point que l'on parle de malédiction pétrolière,,.

### Société
Devenu indispensable à la vie quotidienne dans la plupart des pays développés, le pétrole a un impact social important. Des émeutes parfois violentes ont éclaté dans certains pays à la suite de hausses de prix. En 2006, certains syndicats français ont demandé l’instauration d’un « chèque transport » pour aider les salariés qui se déplacent beaucoup à faire face au prix des carburants, qui est constitué pour les deux tiers au moins, de taxes.
Si dans les pays développés une hausse du prix du pétrole se traduit par un accroissement du budget consacré à la voiture, dans les pays les plus pauvres, elle signifie moins d’éclairage et moins d’aliments chauds, le kérosène étant souvent la seule source d’énergie domestique disponible.
Outre que le pétrole soit utilisé comme énergie de base dans la plupart des industries mécanisées, ses dérivés chimiques servent à la fabrication de multiples produits qu’ils soient hygiéniques (shampooing), cosmétiques, alimentaires, pharmaceutiques, de protection, de contenant (matières plastiques), des tissus, des intrants agricoles, etc. Le pétrole est donc devenu indispensable et par conséquent très sensible stratégiquement.

### Environnement

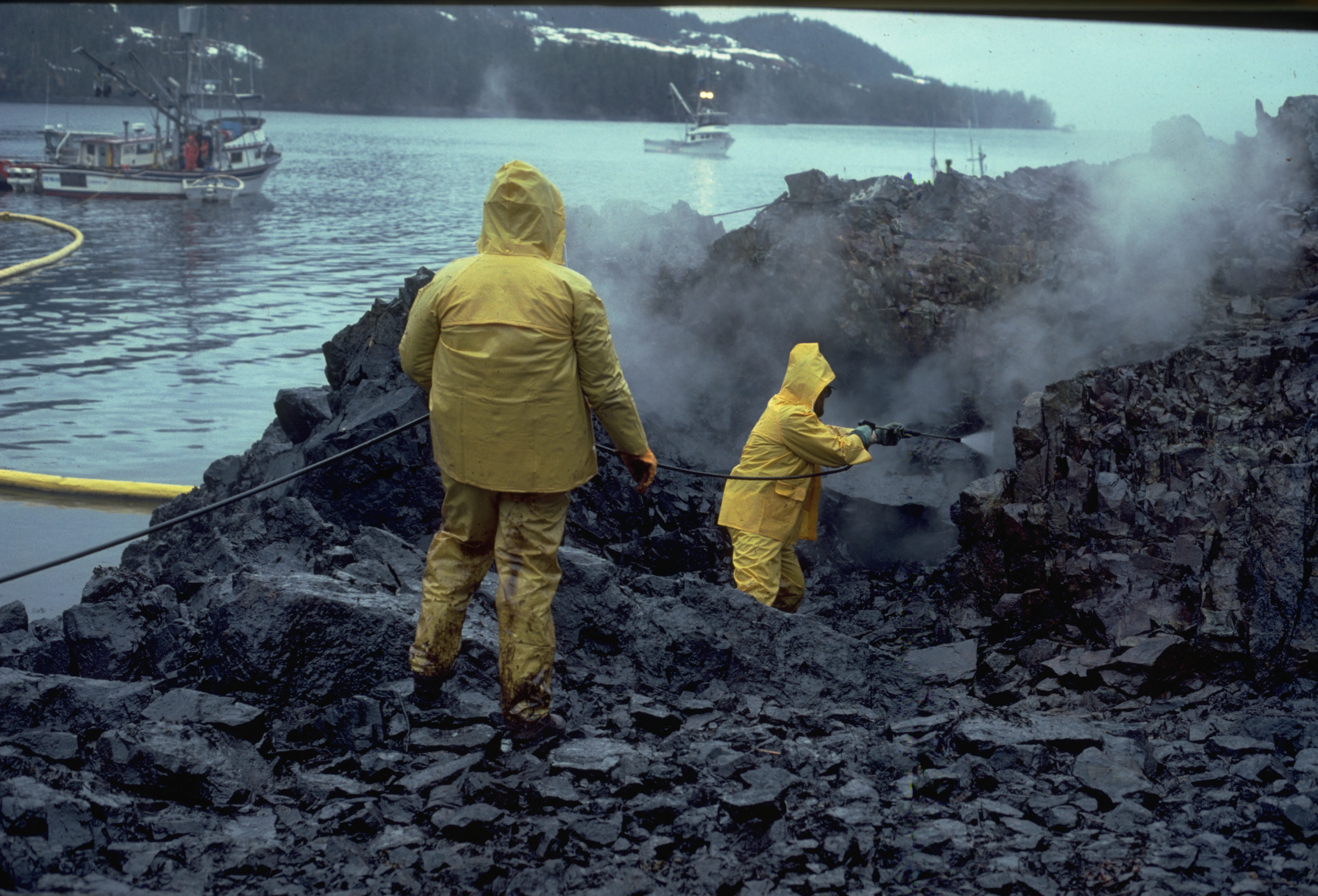
Nettoyage des côtes de la baie du Prince William, en Alaska, après le naufrage du pétrolier Exxon Valdez en mars 1989.

#### Émissions de gaz à effet de serre
L’impact environnemental le plus inquiétant du pétrole est l’émission de dioxyde de carbone aux différentes étapes de sa production, de son transport et surtout de sa consommation, en particulier sous la forme de combustion comme carburant.
L'Agence internationale de l'énergie évalue les émissions mondiales de gaz à effet de serre dues à la combustion du pétrole à 11 436 Mt (millions de tonnes) d'équivalent CO2 en 2022, contre 6 759 Mt en 1971 et 8 648 Mt en 1990 ; la progression depuis 1990 est de 32,2 % ; ces émissions ont cependant reculé de 1,7 % depuis leur pic atteint en 2019 à 11 633 Mt.
En 2022, ces émissions représentaient 32,7 % des émissions dues à la combustion, contre 43,7 % pour le charbon et 21,3 % pour le gaz naturel ; la part du pétrole a fortement reculé : elle était de 40,5 % en 1990.
Dans un rapport publié le 2 juin 2021, l'Agence internationale de l'énergie estime qu'en 2021 les compagnies pétrolières consacreront 4 % de leurs investissements aux énergies décarbonées, contre 1 % en 2020, grâce à la transition engagée par les grands groupes européens comme Total, BP ou Shell. Total investira ainsi 3 milliards de dollars dans les énergies décarbonées et la production d'électricité, soit plus de 20 % de ses dépenses. Les américains Exxon et Chevron font beaucoup moins, de même que les compagnies nationales des pays producteurs comme le saoudien Aramco, le russe Gazprom ou le brésilien Petrobras. L'AIE prévient que les investissements dans les renouvelables restent largement insuffisants pour lutter contre le changement climatique.
L'association Oil Change International (OCI) publie en mai 2022 un rapport, soutenu par 44 ONG environnementales, qui analyse les engagements en matière climatique pris par huit des principaux groupes pétroliers (BP, Chevron, Eni, Equinor, ExxonMobil, Repsol, Shell et TotalEnergies). Ce rapport révèle que ces 8 compagnies sont impliquées dans plus de 200 projets d'expansion en voie d'approbation, dont les émissions équivalent à celles de 77 nouvelles centrales électriques à charbon sur leur durée de vie. Aucune d'elles ne se conforme aux critères minimaux d'alignement avec l'Accord de Paris sur le climat. Chevron et ExxonMobil sont jugés largement insuffisants pour tous les critères.
L'Agence internationale de l'énergie révèle en 2023 que les pétroliers et les gaziers consacrent seulement 2,7 % de leurs dépenses en capital aux énergies propres (environ 20 milliards de dollars en 2022), alors qu'il faudrait les porter à 50 % d'ici à 2030. Ces dépenses représentent seulement 1,2 % des investissements dans les énergies propres, et 60 % proviendraient de quatre entreprises, toutes européennes : Equinor, TotalEnergies, Shell et BP.

#### Pollution
La combustion du pétrole libère dans l’atmosphère d’autres polluants, comme le dioxyde de soufre (SO2), mais ceux-ci peuvent être maîtrisés, notamment par la désulfuration des carburants ou des suies. On estime cependant que si le pétrole est plus polluant que le gaz naturel, il le serait nettement moins que le charbon et les sables bitumineux.
L’extraction pétrolière elle-même n’est pas sans impact sur les écosystèmes locaux même si, comme dans toute industrie, les risques peuvent être réduits par des pratiques vigilantes. Néanmoins, certaines régions fragiles sont fermées à l’exploitation du pétrole, en raison des craintes pour les écosystèmes et la biodiversité. Enfin, les fuites de pétrole et de production peuvent être parfois désastreuses, l’exemple le plus spectaculaire étant celui des marées noires, ou encore celui des pollutions dues aux vols de pétrole dans le delta du Niger (cf. Énergie au Nigeria). Les effets des dégazages ou même ceux plus cachés comme l’abandon des huiles usagées sont loin d'être négligeables.

#### Démantèlement des plates-formes pétrolières
Plus de 700 plates-formes pétrolières en mer du Nord devront être démantelées après la fin de l'exploitation des champs d'hydrocarbures, et plus de 7 000 puits rebouchés. Le Boston Consulting Group estime la facture totale entre 100 et 150 milliards de dollars de 2020 à 2050. Une grande part de cette facture est prise en charge par les contribuables car les États concernés (Royaume-Uni, Norvège, Pays-Bas et Danemark) accordent des déductions fiscales aux groupes pétroliers. L'État britannique prend en charge 50 % des dépenses, les Pays-Bas plus de 60 % et la Norvège près de 80 %, malgré les protestations des associations de défense de l'environnement.

#### Autres impacts
Le pétrole peut être cancérogène sous certaines formes, ainsi que certains de ses dérivés.
Les conséquences géologiques de son exploitation comme les séismes induits sont très peu étudiées.

### Sciences et techniques
L’exploration et l'exploitation pétrolières ont exigé le progrès de nombreuses sciences et technologies pour leur développement, et particulièrement en géophysique. La gravimétrie, la sismique et la diagraphie (logging) ont été développés pour l'exploration pétrolière dès les années 1920. Depuis 2000 pour l'offshore, une nouvelle pratique, l'électrographie de fond de mer (seabed logging) s'est développée qui permet de détecter directement le pétrole. La production a exigé de la sidérurgie des matériaux résistants aux gaz acides (gaz de Lacq), aux pressions et températures. L'industrie pétrolière est un terrain d'essai exigeant pour de nombreuses technologies naissantes, qui se révèleraient trop chères dans d'autres domaines : diamant synthétique pour les trépans, positionnement dynamique des navires, etc.

### Géopolitique

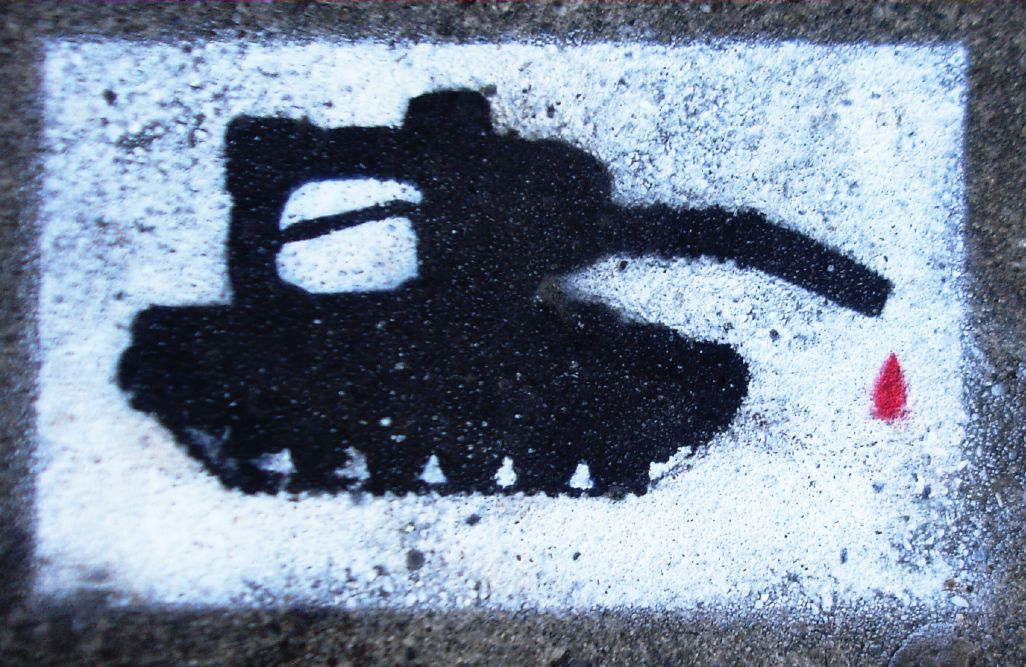
Géopolitique du pétrole.

Depuis le tout début du XXe siècle, le pétrole est devenu une donnée essentielle de la géopolitique. La dépendance des pays développés envers cette matière première est telle que sa convoitise a déclenché, ou influé sur le cours de plusieurs guerres ; les guerres civiles sur fond de gisement pétrolier ne se comptent plus[réf. incomplète]. L’approvisionnement en pétrole des belligérants a plusieurs fois influé sur le sort des armes, comme lors des deux guerres mondiales.

### Culture et symbolique
Le pétrole est devenu un symbole de la richesse et de la chance, supplantant en partie l’or qui a longtemps tenu ce rôle. Il est d'ailleurs régulièrement désigné sous le nom d'or noir. La culture populaire en a tiré des images stéréotypées, qu’on retrouve par exemple dans la série Dallas, ou dans l’expression « rois du pétrole ». Les compagnies pétrolières privées sont emblématiques du système économique capitaliste, ainsi les auteurs de romans ou de films en feront souvent usage pour tenir le rôle du « méchant ». À l'inverse, les compagnies pétrolières publiques de certains pays sont un emblème d'indépendance nationale et de puissance économique, on pourra en donner comme exemple la construction des tours Petronas.

## Perspectives

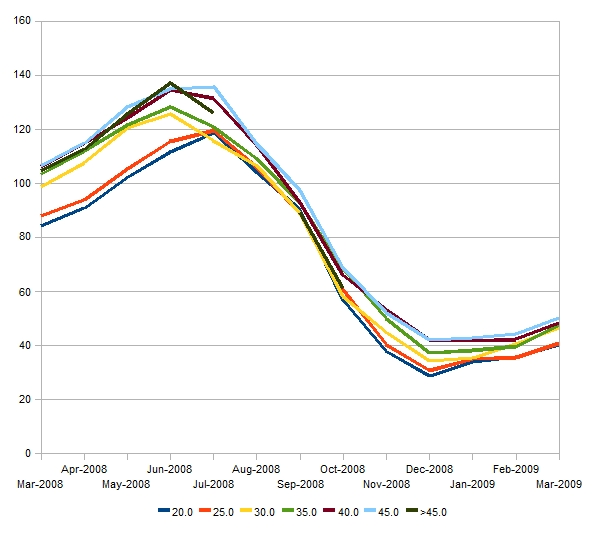
Le cours du baril présente un différentiel faible à l'intérieur des limites conventionnelles.

La compréhension du mécanisme de formation du pétrole laisse entendre que sa quantité totale sur la planète, léguée par des millions d'années de maturation, est limitée. Bien que cette quantité totale soit inconnue, elle laisse présager que l'exploitation qui en est faite s'approchera un jour de cette limite ultime.
Ce qu'on appelle « réserve prouvée » aujourd'hui est, par convention, constitué par un gisement identifié, exploitable avec des techniques disponibles, et à un prix compatible avec le prix de vente en cours. Cette définition est restée la même depuis près d'un siècle ; l'évolution des techniques a donc fait glisser progressivement des gisements considérés inexploitables à une époque, dans la catégorie exploitable dès que les techniques ont été disponibles. Ainsi le pétrole offshore, considéré comme « non conventionnel » avant 1930, est en 2011 extrêmement répandu, et considéré comme « conventionnel » jusqu'à des profondeurs d'eau de 1 500 m. Les sables bitumineux, longtemps considérés inexploitables, sont en 2011 exploités de façon courante.

### Demande
BP annonce le 15 juin 2020 une révision majeure de ses prévisions après la crise du Covid-19 : « BP prévoit désormais que la pandémie pourrait avoir un impact durable sur l'économie mondiale, avec une demande en énergie potentiellement plus faible sur une période prolongée […] la transition énergétique pourrait être accélérée ». En conséquence, BP a réduit ses prévisions de prix pour le pétrole et le gaz, prévoyant désormais un cours moyen du baril de Brent à 55 dollars entre 2021 et 2050, contre 70 dollars auparavant. BP prévoit de plus que le CO2 sera taxé à hauteur de 100 € la tonne en 2030, contre moins de 25 € en Europe en 2020. Ces évolutions des prix rendront les investissements dans le bas carbone plus attractifs ; BP va donc déprécier la valeur de ses actifs pour un montant compris entre 13 et 17,5 milliards de dollars, soit jusqu'à 20 % de la valeur totale du bilan du groupe.
Un rapport de BNP Paribas Asset Management publié en 2019 conclut que « le déclin de l’économie du pétrole pour les véhicules à essence et au diesel par rapport aux véhicules électriques alimentés par le vent et l’énergie solaire, est désormais irrémédiable et irréversible ». Les projets les plus récents d’énergie éolienne et solaire pourront fournir à un véhicule électrique 6 à 7 fois plus d’énergie utile que le pétrole à un véhicule thermique. Environ 36 % de la demande mondiale de pétrole est engendrée par les véhicules à moteur thermique et environ 5 % par la production d’électricité : le pétrole va donc perdre à terme 40 % de son marché.
L'AIE ne prévoit pas, en 2018, une baisse de la demande de pétrole dans le futur. Elle s'inquiète plutôt de la production qui n'arriverait pas à couvrir les besoins à partir de 2025.
Une étude du Boston Consulting Group publiée le 20 juillet 2017 prévoit quatre scénarios possibles d'évolution de la demande de pétrole d'ici 2040 : le scénario de référence, prolongeant les tendances récentes avec une hausse du PIB mondial de 3,5 % par an entre 2015 et 2040 et un baril autour de 60 dollars, mène à une croissance de la demande de 0,9 % par an jusqu'en 2040 ; les trois autres scénarios débouchent sur un pic de la demande entre 2025 et 2030, le premier avec une baisse du coût des batteries de voitures électriques à 100 dollars le kilowattheure contre autour de 250 en 2016, et une amélioration des capacités de charge, portant la part de marché des voitures électriques à 90 % en 2040 dans les pays développés ; le deuxième avec une croissance mondiale limitée à 3 %, couplée à une amélioration de l'efficacité énergétique des véhicules à combustion (avec une consommation de 4,3 litres pour 100 kilomètres dans les pays de l'OCDE, contre le double actuellement[Quand ?]) ; le troisième avec la découverte et l'exploitation de larges gisements de gaz de schiste dans d'autres régions que les États-Unis, notamment en Chine, produisant des effets de remplacement du pétrole par le gaz dans l'industrie pétrochimique.
Les scénarios d'émissions évalués dans le sixième rapport d'évaluation du GIEC, publié en 2023, qui permettent de respecter l'objectif de l'accord de Paris d'un réchauffement limité à 1,5 °C à l'horizon 2100 projettent à l'horizon 2050 une réduction d'utilisation du pétrole médiane de 60 % (écart interquartile : 40 % à 75 %) par rapport à 2019. Elle est de 30 % (15 % à 50 %) pour l'objectif de 2 °C. Ces scénarios projettent que l'utilisation résiduelle du pétrole est partie couverte par des technologies de captage et stockage du carbone (CCS), qui évitent durablement l'émission de GES dans l'atmosphère,,.
Le rapport 2023 de l'Agence internationale de l'énergie (AIE) sur le marché du pétrole prévoit un pic de la demande mondiale de pétrole dès 2028, après une augmentation de 6 % entre 2022 et 2028. L'utilisation du pétrole comme carburant pour les transports devrait décliner dès 2026, avec le déploiement de plus en plus important des véhicules électriques. Cette baisse de la demande devrait cependant être freinée par la forte croissance de la consommation de pétrole dans les pays émergents, par la demande « en plein essor » pour les produits pétrochimiques et par celle de kérosène pour l'aviation.

### Production

#### Facteurs d'évolution
L'avenir de la production pétrolière mondiale dépendra d'un niveau technologique plus élevé et d'investissements plus importants, ainsi que de la prospection de territoires pour le moment inaccessibles. Ces points convergent pour aboutir à un pétrole plus cher.
Le taux de récupération du pétrole sur un plan mondial est en 2008 de l'ordre de 35 % ; ce taux, en augmentation lente, joue considérablement sur la production ; les techniques modernes visent à améliorer ce taux.
Certains territoires, comme l'Arctique, sont actuellement inaccessibles à l'exploration/production pour toutes sortes de raisons : politiques, climatiques, environnementales, zones enclavées, etc. Une augmentation éventuelle du cours du baril pourrait rendre rentable l'exploitation de ces régions.
Le pétrole offshore, popularisé en Europe par la mise en exploitation des gisements de mer du Nord dans les années 1970, a été exploité par des profondeurs d'eau croissantes depuis cette époque ; en 2008 on atteint couramment 2 000 m d'eau. Cette profondeur d'eau devra elle aussi augmenter pour permettre l'exploitation de gisements actuellement inaccessibles. Dans le même domaine, certaines conformations géologiques qui rendaient les instruments d'exploration classiques « aveugles », font l'objet de recherches fructueuses, ainsi que l'a démontré la découverte du gisement géant de Tupi en 2006. Ce gisement fait partie d'un ensemble considérable, le bassin de Santos, qui a fait entrer soudainement le Brésil dans les dix premières réserves mondiales.
Le pétrole profond fut lui aussi longtemps considéré inexploitable, soit pour des raisons de coût (en 2004, pour les puits d'une profondeur supérieure à 4 500 m, les 10 % ultimes du forage constituent 50 % de son coût), soit en raison de problèmes techniques excédant la technologie disponible. Le champ Elgin-Franklin présentait en 1995 le record des possibilités techniques, avec un gisement à 1 100 bar et 190 °C.
Les sables bitumineux sont un mélange naturel de bitume brut, de sable, d'argile minérale et d'eau. Le gisement le plus connu est celui de l'Alberta ; déjà exploité, il fournit en 2011 plus de deux millions de barils par jour, permettant ainsi au Canada d'être le deuxième fournisseur de pétrole des États-Unis. Leur extraction pose de gros problèmes environnementaux ; ce gisement géant équivaut à la moitié des réserves de l'Arabie saoudite. Le pétrole lourd, très visqueux, est aujourd'hui difficilement exploitable ; il constitue des réserves considérables, avec 315 milliards de barils pour le seul Venezuela.
Une méthode prédictive a été proposée par le géologue M. King Hubbert pour déterminer le moment où la production d’un champ pétrolifère atteint son point culminant. En 1956, il avait ainsi annoncé le pic pétrolier des États-Unis en 1970. Selon le modèle de Hubbert, la production d’une ressource non renouvelable suit une courbe qui ressemble d’abord à une croissance exponentielle, puis plafonne et diminue. Cette méthode ne tient pas compte des éléments économiques, ni du développement d'alternatives technologiques. Quelles qu'en soient les raisons, la plupart des observateurs s'accordent à penser que la consommation mondiale de pétrole déclinera avant l'année 2040.

#### Prévisions récentes
Selon l'Agence internationale de l'énergie (AIE), les investissements mondiaux dans le pétrole et le gaz sont passés de 1090 milliards de dollars en 2023 à 1116 milliards en 2024, retrouvant presque leur niveau de 2019 (1127 milliards. Le pic pétrolier, prévu jusqu'ici avant 2030, pourrait se trouvé repoussé (vers 2035 selon TotalEnergies). Pour continuer de répondre à la demande mondiale, les pétroliers doivent augmenter leurs investissements, car sans investissements, la production de leurs champs déclinerait de 2 à 3 % chaque année.
Après des années de stagnation, voire de baisse, l'année 2022 a vu les investissements amonts (exploration et extraction) bondir de 13 % dans le monde ; elles restent cependant inférieures de 45 % au total observé en 2014. Selon la société d'analyse Rystad, les investissements offshore, plus rentables que ceux à terre, devraient progresser de 27 % d'ici à 2024 par rapport à 2021, pour atteindre 173 milliards de dollars. Ainsi, le norvégien Equinor prévoit de reprendre son projet pharaonique Bay du Nord de plus de 12 milliards de dollars, à 500 kilomètres au large du Canada, après avoir reçu les dernières autorisations des pouvoirs publics. TotalEnergies et son partenaire chinois CNOOC vont investir 10 milliards de dollars dans le projet Eacop en Ouganda ; TotalEnergies intervient aussi, avec l'italien ENI, le britannique Tullow Oil et le canadien Africa Oil Corp, dans le projet de 3,4 milliards de dollars South Lokichar, au Kenya.
Dans un rapport publié le 23 juin 2020, utilisant les données de l’agence d’intelligence économique norvégienne Rystad Energy, le groupe de réflexion The Shift Project prévoit que l’Union européenne risque de connaître une contraction du volume total de ses sources actuelles d’approvisionnement en pétrole pouvant aller jusqu’à 8 % entre 2019 et 2030, en particulier la Russie et celle de l’ensemble des pays d’ex-URSS, qui fournissent plus de 40 % du pétrole de l’UE, et l'Afrique (10 %).
Les découvertes de nouvelles réserves de pétrole et de gaz ont atteint, de 2016 à 2018, leur niveau le plus bas depuis la fin de la Seconde Guerre mondiale et 2019 reste sur la même tendance. Les compagnies pétrolières hésitent à investir dans l'exploration, un métier coûteux et risqué dans un contexte déprimé pour les cours du brut ; le pétrole et le gaz de schiste américain, dont les réserves sont connues depuis des décennies et ne nécessitent donc pas d'exploration, offrent une grande flexibilité pour les producteurs, qui peuvent arrêter ou reporter les forages en quelques jours si les prix baissent. Les découvertes de 2019 ne représentent que 16 % des barils qui ont été consommés dans l'année, alors que ce taux frôlait les 40 % en 2015. Compte tenu du temps de développement des projets, le recul des découvertes des années 2015-2019 n'aura des conséquences sur la production qu'à partir du milieu de la décennie 2020.
Le rapport annuel 2019 de l’Agence internationale de l’énergie (AIE) prédit une forte augmentation de la production de pétrole des États-Unis, qui passerait de 11 Mbl/j (millions de barils par jour) en 2018 à 13,8 Mbl/j en 2022, ce qui représentera plus des deux tiers de l'accroissement des volumes mondiaux. L'essentiel proviendra du Bassin permien. La Russie et l'Arabie saoudite plafonneront entre 11 et 12 Mbl/j. Comme la consommation intérieure de pétrole des États-Unis stagne, le supplément de production sera exporté : les exportations brutes américaines atteindront 9 Mbl/j en 2024, dépassant la Russie et rattrapant l'Arabie saoudite. L'AIE reconnait que le rythme de l'expansion américaine n'est pas totalement certain, car il dépendra en partie de l'évolution du prix du baril. Mais les réserves sont gigantesques : 155 milliards de barils, soit 35 années de production au rythme actuel, et elles ne cessent d'être réévaluées à la hausse.
Le rapport annuel 2018 de l’Agence internationale de l’énergie envisage un ralentissement global après 2020 du fait des programmes de diversification des sources d'énergie lancés dans plusieurs pays, en particulier en Chine : transports en commun roulant au gaz naturel, développement des véhicules électriques. Les États-Unis, dont la production a dépassé 10 Mbbl/j, devraient encore accélérer en 2018 puis devenir le premier producteur mondial en 2023 avec 12,1 Mbbl/j, devant la Russie ; le pétrole de schiste pesait un peu moins de la moitié de la production de brut américain en 2017 et pourrait en représenter les deux tiers en 2023. Les sables bitumineux du Canada, le Brésil et la Norvège connaîtront aussi une forte croissance.
Le rapport 2015 de l’AIE (World Energy Outlook 2015 ) prévoyait la poursuite de la croissance de la consommation de pétrole, de 91 millions de barils par jour (Mbbl/j) en 2014 à 103,5 Mbbl/j en 2040. La crise pétrolière qui a fait chuter le prix du pétrole à 50 $/baril est due à un excès de production : le boom du pétrole de schiste aux États-Unis a créé une surcapacité mondiale de 1 à 2 millions de barils par jour, qui se résorbera progressivement : le prix du baril de Brent ne remontera pas à 80 $ avant 2020, pour atteindre 128 $ en 2040.
Le rapport annuel 2015 de l'OPEP évalue la production de pétrole à 97,4 Mbbl/j en 2020 et à 109,8 Mbbl/j en 2040, contre 92,8 Mbbl/j en 2015. L’organisation a revu ses estimations à long terme à la baisse, pour tenir compte des efforts d'économies d’énergie et de réductions d’émissions de gaz à effet de serre : elle tablait un an auparavant sur plus de 111 Mbbl/j pour 2040. Ses projections n’en restent pas moins largement supérieures à celles de l’AIE : 103,5 Mbbl/j en 2040. L'OPEP prévoit une baisse de sa part de marché de 39,2 % en 2015 à 38,3 % en 2020, puis une remontée à 45,6 % en 2040. La production de pétrole de schiste américain passerait de 4,4 Mbbl/j à 5,2 Mbbl/j en 2020, puis retomberait à 4,6 Mbbl/j en 2040. Le cours du baril remonterait à 80 $ en 2020.
La chute des prix du pétrole a eu un impact massif sur l'investissement des compagnies pétrolières : depuis que ces prix ont amorcé leur dégringolade mi-2014 jusqu'à fin 2015, les groupes pétroliers ont repoussé 68 grands projets de développement d'hydrocarbures, soit 380 milliards de dollars d'investissements, selon le cabinet Wood Mackenzie. Dans le pétrole, l'offshore profond a été le plus affecté, en Angola (75 milliards d'investissements décalés), au Nigeria et dans le golfe du Mexique. Le rapport cite aussi les sables bitumineux au Canada, particulièrement coûteux à développer. L'ampleur des chiffres cités est aussi liée au report de la phase 2 du méga-projet gazier de Kashagan, au Kazakhstan. Ces reports entraineront à la baisse la production future, dès le début de la prochaine décennie : Wood Mackenzie estime leur impact à 1,5 million de barils par jour (Mb/j) en 2021 et à 2,9 Mb/j en 2025.

### Alternatives énergétiques
Selon un rapport de 2021 de The Shift Project, la production mondiale de pétrole sera divisée par deux d'ici 2050. Les diminutions, l'instabilité et les difficultés prévisibles de l'approvisionnement en pétrole posent aux pays importateurs de nombreux problèmes:
- géopolitiques[84] ;
- financiers (devises, balance commerciale [85]) ;
- environnementaux (émissions de CO2) ;
- stratégiques (résilience et indépendance énergétique de 95 % des pays du monde qui ne disposent pas de la ressource dans leur sous-sol et qui sont importateurs dépendants)[86] ;
- économiques (risque de décroissance causée par la moindre disponibilité globale d'énergie, les transports consommant 32 % de l'énergie totale consommée en France en 2011, énergie provenant à 98 % du pétrole[87]) ;
- agricoles (risque de décroissance de l'agriculture mécanisée faute de carburant pour les machines, de la production des intrants produits à partir de pétrole et de gaz comme les engrais[88],[89],[90] et les pesticides, des rendements agricoles[91],[92], risques accrus de famines[93]) ;
- sociaux (risques de pertes d'emplois, de réduction des possibilités de transport et de déplacement, difficultés d'approvisionnement en produits de première nécessité).

De nombreux pays (européens entre autres) ont donc engagé une politique de réduction de leur dépendance au pétrole depuis les chocs pétroliers de la décennie 1970. Le tableau ci-dessous (qui inclut les pays hors UE, dont le Royaume-Uni, la Turquie, l'Ukraine, la Suisse, etc.) montre un certain succès de cette politique, avec une décroissance de la consommation européenne de 19 % sur la période 1990-2024 (et de 21 % par rapport au pic de 843,1 Mt atteint en 1979), malgré l'accroissement de la population et l'élévation du niveau de vie ; une part importante de ces économies ont été obtenues au début des années 1990 dans les anciens pays du bloc communiste après la chute des régimes communistes en Europe, grâce à l'élimination de nombreux gaspillages. On observe une nette remontée de la consommation de 2014 à 2017 : +7,7 %. La crise causée par le Covid-19 fait chuter la consommation de 12,7 % en 2020, mais la consommation a remonté de 7,8 % de 2020 à 2024.
| unité              | 1965  | 1970  | 1980  | 1990  | 2000  | 2010  | 2015  | 2016  | 2017  | 2018  | 2019  | 2020  | 2021  | 2022  | 2023  | 2024  |
| ------------------ | ----- | ----- | ----- | ----- | ----- | ----- | ----- | ----- | ----- | ----- | ----- | ----- | ----- | ----- | ----- | ----- |
| millions de tonnes | 422,3 | 682,1 | 785,9 | 822,7 | 776,5 | 730,8 | 679,2 | 692,3 | 715,0 | 709,6 | 707,8 | 617,7 | 646,1 | 669,1 | 660,0 | 665,9 |
| exajoules          |       |       |       |       |       |       | 29,39 | 29,96 | 30,93 | 30,69 | 30,64 | 26,72 | 27,96 | 28,95 | 28,6  | 28,9  |

#### Alternatives les moins carbonées
À titre indicatif, une centrale électrique fonctionnant au pétrole lourd émet 778 gCO2eq/kWh (Gaz : 443 g, charbon : 1 058 g).
- l'énergie nucléaire (6 gCO2eq/kWh);
- les énergies renouvelables telles que l'hydroélectricité, l'énergie solaire et l'énergie éolienne (10 gCO2eq/kWh), les pompes à chaleur et la géothermie(38 gCO2eq/kWh) ;
- les biocarburants, piste improbable puisque les ordres de grandeur de surface nécessaire ne sont pas compatibles avec la disponibilité d'espaces agricoles nécessaires à l'alimentation[96] ; la dérive climatique compromet encore plus le développement des biocarburants, dans la mesure où on sait déjà qu'elle met à mal les rendements de toutes les cultures agricoles[97] ;
- le bois, dont le développement est lui aussi mis en danger par la dérive climatique (incendies, sécheresses, disparition accélérée des forêts actuelles pour lesquelles le réchauffement est trop rapide pour permettre une adaptation naturelle)[98] ;
- la fusion nucléaire ne sera pas opérationnelle suffisamment tôt pour constituer une alternative au pétrole : même si les évolutions technologiques (pas encore disponible mais nécessaires à son avènement) survenaient au rythme espéré aujourd'hui[99], les projections les plus optimistes n'envisagent les premiers prototypes de réacteurs permettant une production significative d'énergie électrique que vers le milieu du siècle[100] et pour ITER après 2050[101]. Même en envisageant une transition généralisée vers l'électrification des besoins couverts par les énergies fossiles aujourd'hui, c'est nettement trop tard pour que la fusion nucléaire fasse figure d'alternative sérieuse pour faire face à la raréfaction du pétrole en particulier et aux énergies fossiles en général.

#### Alternatives carbonées
L'urgence climatique planétaire nécessitant de diminuer les émissions de CO2, les autres énergies fossiles ne peuvent constituer une alternative durable au pétrole sans aggraver l'actuelle crise climatique. L'addiction et la dépendance au pétrole des économies mondiales en font pourtant croitre le recours au début de la décennie 2020.
- le gaz naturel, dont le pic de production est attendu aux alentours de 2030[102], et dont la Russie est un des premiers producteurs mondial, pose des problèmes géopolitiques à la suite de l'invasion de l'Ukraine par la Russie en 2022[103]. Le gaz naturel exige des installations fixes (gazoducs, terminaux gaziers, sites de stockage), ainsi que des contrats à très long terme qui ralentissent son expansion, et qui peuvent compromettre durablement les approvisionnements en cas de troubles diplomatiques ou de conflits armés.
- le charbon est la source d'énergie qui présente la plus forte croissance entre 2017 et 2022[104]. Contrairement au pétrole, le charbon est majoritairement consommé dans les pays qui le produisent (densité énergétique moindre et transport beaucoup plus complexe); quelque 15 % de la production mondiale, seulement, sont exportés. Le GIEC dresse pourtant un portrait catastrophique des conséquences climatiques de recours croissant au charbon par les cinq plus gros producteurs mondiaux (États Unis, Chine, Russie, Inde et Afrique du Sud). Le charbon est substituable au pétrole soit de façon directe, soit sous forme transformée par le procédé Fischer-Tropsch. Les difficultés croissantes d'approvisionnement en pétrole suscitent un regain d'intérêt pour cette application dans les pays où le charbon est abondant. Elle présente les désavantages d'un bilan CO2 très lourd et d'un coût très élevé qui confine les applications dans les laboratoires à l'exception notable de l'Afrique du Sud (nécessité sous l'embargo pendant l'apartheid, choix stratégique pour l'indépendance énergétique ensuite, grâce aux ressources locales en charbon)[105],[106],[107]. Le bilan carbone du recours au charbon pour la production électrique est entre 50 % et 100 % plus défavorable que le pétrole[108], donc totalement incompatible avec les objectifs de sortie des combustibles fossiles et de réduction des émissions de gaz à effet de serre nécessaires pour limiter les effets planétaires très couteux du réchauffement climatique.
- l'exploitation des hydrates de méthane, dont les réserves encore mal connues sont probablement très vastes, mais pour laquelle il n'existe pas encore de technologie fonctionnelle. Le méthane étant un gaz à effet de serre au potentiel de réchauffement très supérieur à celui du CO2, sa libération naturelle aujourd'hui établie même si on n'en connait pas le rythme, rendue possible à cause du réchauffement climatique, pose déjà un grave problème quant aux possibilités de maîtrise de limitation de la catastrophe climatique en cours[109]. Se lancer aujourd'hui dans une exploitation de cette ressource ferait courir le risque d'un emballement de l'effet de serre[110], et la combustion du méthane éventuellement produit ferait encore augmenter les émissions de CO2, aggravant la crise climatique.

### Consommer moins
- Limiter les gaspillages (éclairage nocturne, enseignes lumineuses).
- Augmenter la durée de vie des objets, réparés et non jetés, favoriser le recyclage.
- Favoriser le transport de groupe, covoiturage, transports en commun.

#### Efficacité énergétique
Accroitre l'efficacité énergétique,, consiste à produire les mêmes biens et services avec moins d'énergie, et dans notre cas, de produits pétroliers. Puisqu'elle apporte une solution aux trois problèmes évoqués ci-dessus cette méthode apparaît comme satisfaisante lorsqu'elle n'est pas contrebalancée par un effet rebond équivalent ou supérieur. Les moyens de l'efficacité énergétique ont l'avantage d'être fréquemment intuitifs et connus de tous :
- construire des habitations mieux isolées (efficacité énergétique passive) ;
- utiliser des systèmes de régulation d'énergie permettant d'optimiser la consommation énergétique des habitats (efficacité énergétique active)[114] ;
- utiliser des moteurs thermiques plus économes (ayant une consommation spécifique plus basse). Cela s'applique à l'automobile, mais aussi aux transports qui utilisent quasi exclusivement des énergies fossiles (navires, avions), aux machines agricoles, machines de chantiers, groupes électrogènes, etc.

Ces méthodes font lentement des progrès dans les pays développés où l'énergie est rendue artificiellement chère (taxes, subventions aux méthodes vertueuses). Entre autres, l’isolation se présente de plus en plus comme l'alternative du futur dans les pays tempérés (BedZED), mais peine à pénétrer le marché.

#### Réduction des trajets domicile-travail
L'éloignement des habitants de leur lieu de travail favorise aujourd’hui le recours à la voiture et donc la consommation de pétrole. En France, selon les estimations de l'INSEE de 2015, en moyenne et à l'échelle nationale, 70 % des salariés utilisent leur voiture pour aller travailler tandis que 16 % d'entre eux emploient les transports publics. Le projet de loi d'orientation des mobilités prévoit de contraindre les entreprises de plus de 50 salariés à négocier avec les salariés un « plan de mobilité », de favoriser le covoiturage et le télétravail.